# 中國文化史

傳說中伏羲作八卦

中華文化源遠流長。就文化的載體文字而言，漢字的誕生時間尚難以考證，相傳伏羲作八卦，倉頡造字。19世紀末發現了三千多年前的漢字——甲骨文，近些年又有更早期文字發現的報導，如距今五千多年前的高郵陶文等。中國早期就有敬天祭祖的傳統，注重人倫道德。自唐、虞至夏、商、周三代皆封建時代，帝王與諸侯分而治之 。周朝末期進入春秋戰國，產生了諸子百家，漢以後成為儒家社會，東漢前後道教的興起、佛教的傳入，都成為中國文化的重要元素。
西洋文化自明代時傳入中國，在清末和民國初年產生了重要的影響，其中形成于西方的近代科學技術推動了中國文化的進步，而形成于西方的民主政治觀念和馬列主義思想等文化也給中國帶來了巨大的影響。總而要之，或謂自太古至秦、漢，為中國人創造文化及繼續發達之時期；自漢末以來，則為中國文化中衰之時期 。在中國大陸，隨著改革開放以後市場經濟的逐漸興起，复兴中华传统文化与政治民主化成为一个社会趋势。
中国的政治文化主要经历了四次较大的转型，商周之变确立了男尊女卑制度、森严的等级制度和繁琐的礼节，周秦之变确立了君主集权制度、官僚体制和“儒表法里”的政治文化体系，宋元之变使得传统的专制模式日趋僵化并开始严重禁锢思想和阻碍社会的进步，晚清至21世纪则是中国从封建专制社会向近现代民主社会转型的曲折的过渡阶段。

## 史前文化
有歷史學家將文字出現之前的文化稱為史前文化。中國境內有多處早期人類活動的遺址被發現。考古证据显示24万年至25万年前，中国就有直立人居住，目前考古发现的有巫山人、元谋人、蓝田人、南京直立人、北京直立人等。舊石器時代時人類使用的多為簡單的打製石器，而新石器時代多使用磨製石器，表面平滑銳利，已經相當精緻。石器時代的工具材質也已經不限於石器，諸如竹器、木器、陶器、骨器等都已經被大量使用。火對於人類文明的進步也起到重大作用。人類開始用火來烹調食物以延長壽命，並且火也可以用來燒製陶器與玉器。
近代考古在中原地区发现的裴李岗文化、贾湖文化等，7000年前至10000年前已经进入以原始农业、畜禽饲养业和手工业生产为主，以渔猎业为辅的原始氏族社会，其中出土的龟甲契刻符号与约3000年前的殷商甲骨文有类同和相似之处，是目前中国乃至世界发现最早与文字起源有关的实物资料。当华夏文明在中原发展的时候，现在的中国疆域内还分布着其他各种文化。其中，距今5000年到10000年的文化，近代以来考古发现的金陵北阴阳营文化、高邮龙虬庄文化、嘉兴马家浜文化、余姚河姆渡文化、含山凌家滩文化、潜山薛家岗文化、天门石家河文化、巫山大溪文化等，分布于长江下游、中游和上游等地。三星堆遗址发现的古蜀文明，更是达到了非常高的程度。
早先人們認為中華文化單一起源於黃河流域，但晚近的考古研究證明史前文化範圍遍及中國各地，呈現各地並起的現象，並各有其風格。在其中比较重要的有中原地区的仰韶文化，其被认为是來源自中亞之安多文化，距今約一萬年歷史，以及後來之老官台文化和其延续的龙山文化，黄河下游的大汶口文化，遼河中上游流域地区的红山文化，长江中下游地区的良渚文化和河姆渡文化，四川地区的三星堆文化，还有臺湾岛上的圆山文化。而在香港之黃地峒文化，更是中國華南地區文化之最早遺址，距今四萬多年，亦因此証明了DNA分析中所指，中國黃種人之最早基因來自六萬年前之珠三角一帶，其時中國仍在冰河之下，杳無人煙。

## 傳說時代
傳說中的三皇五帝，是夏以前數千年中國傑出首領的代表。中國神話有盤古開天闢地的說法，顯示盤古可能是早期開闢疆土的領袖。女媧補天造人的神話，則表明女媧可能是教化婚配生育的首領。傳説燧人發明鑽燧取火，神農開創農業及醫葯，伏羲教民漁、獵、畜牧，創造八卦、文字，此即三皇。三皇之後的首領，黃帝、顓頊、帝嚳、唐堯、虞舜為五帝。五帝時期，黃河水患嚴重，大禹以疏導之法成功治水，被推為王。

## 夏商周時代
夏商周三代文化最大的特色是分封制，而宗法制度及伴随其的礼教传统则是西周与夏商两代的最大区别。宗法制度萌芽于夏朝，完備的宗法制度確立在西周时期，其实是在晚商的王位繼承制的基础上加以嚴格規範與執行并推广到诸侯国。標誌為嫡長子繼承制、土地分封制與嚴格的宗廟祭祀制度。在宗法制度下，“禮儀”對每個士族成員有極大的強制性和約束力，實際上宗法制度已經成為一種未成文的習慣法。在宗統範圍內宗廟裏祭祀輩分之親疏，即規定了地位的高下。宗廟裏的譜牒，即是政治上的名分。在宗法體制下，“國”与“天下”是以“家”做原型擴大的，“家”的精神乃成為各級政治秩序的基型。宗法制度在西周末期已開始瓦解，但宗法制度的影響卻長期籠罩著中華社會。西周的宗法封建制度留給春秋戰國時期士人天下只有一個共主的觀念，這種思想也為秦漢帝國的建立與統一奠定基礎。宗法制度的影響不僅是政治層面的影響，也不限於統治階級，它在後世成為平民社會宗族概念的基礎而普遍傳承。
商周時期的中國人尚未產生長生不死的神仙觀念，也未有佛教宣導的輪迴轉世的思想。但當時的人也已經認為人死後會變成鬼，並且生前的身份會在陰間延續。因此商周時代人們認為人死後的靈魂依然繼續關心影響人世之事，這導致占卜的流行。而是否能夠得到鬼神的保護在於祭祀典禮是否恰當。商朝卜問的工具多為龜甲或骨頭，而周人卜問的工具已經轉為由陰陽符號組成的八卦及擴充而來的六十四卦來表示吉凶。到了西周晚期，統治者與士人已對天命產生懷疑。士人逐漸看重“民心”，而獲取民心就要施行“德政”，這後來就成為儒家主張“德治”的依據。
商周時代的禮器以青銅器和玉器最重要。其造型典雅莊重，體現當時的文化特質。中國的青銅冶煉技術在商周時期也達到了一個先進成熟的階段。周代手工業種類增加，分類更細緻，因此有百工之說。商周時期發展成熟的陰陽五行學說也成為中國最早對自然現象的歸納方法。五行八卦學說更成為中國人的思維模式之一。商代已經有專司天文的人員，並在夏代天干記日的基礎上發展出干支記日法。周代發明了圭表測影的方法後更確定了部分節氣與十二時辰。在數學方面商代已開始使用十進位制，西周時期數學更成為“士”的必修科目。
在東亞大陸上目前發現的最早文字是商代的甲骨文，距今已有三千三百年的歷史，商代奠定了中國主體字形聲字的基礎。商周時期也有不少知名的文學作品誕生，諸如《尚書》、《詩經》等。

## 春秋战国时期的礼崩乐坏与思想的勃兴

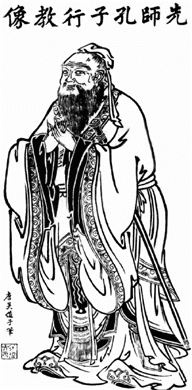
孔子

西周末年，貴族政治趨於崩潰，宗法秩序日益混亂。春秋戰國時代不僅是舊社會秩序的瓦解，也是新社會形態形成的時期。封建時期採用世卿世祿制，貴族世代為官。戰國時期開始突破，出現了“布衣卿相”。在戰國時代，世襲貴族沒落消失，農民由依附者變為小自耕農，私有土地成為一般土地所有形態，私人工商業也隨之興起。
中國在商周時代中原地區並不全為華夏族的社會，而在華夏族的城邦之間還散佈許多夷人的部落。這種華夷雜處的情形在春秋戰國的大動盪中，华族与夷族之间的冲突战争不曾中断，尊王攘夷更是成为华族凝聚内部的不二法门。在这种不断的征战中，双方都在不断吸收对方文化中优秀部分，最典型的即為胡服騎射。夷族既有如同吴、越等被華族同化者，也有如同东胡、西羌等被驅逐者。
在東周時期，由於宗教束縛的解除，新的社會風尚取而代之。春秋戰國時期，四則運算已經完備。在曆算方面，戰國末期已有根據太陽年運轉的二十四節氣。戰國時代也是中國傳統醫學理論建立的時代。冶鐵業的興起更是加速了土地的開墾。大型水利工程的建設也於此時開始，其中最出色的都江堰到如今还依旧发挥着重要的作用。
春秋战國之時，官學散於民間，百家學術萌發，人文理性精神日進，因而夏商周時代嬗變而來之宗教觀念煥然一新。儒家提倡对鬼神“敬而远之”，墨家主张明鬼而阐明鬼神对善恶的赏罚作用。季梁曰：「民，神之主也，是以聖人先成民而後致力於神。」神為人所創造，民為神主，則前古神秘觀念漸消。上古「上帝」之概念漸由自然之「天」取代，天為道德民意之化身，這構成了後世中國文化信仰的一個基礎，而「敬天崇祖」是中國文化中最基本的信仰要素。
春秋戰國時代的思想開放運動其規模之大歷史之長也為僅見。人文思想在此時期也成為中國哲學的支柱。诸子百家在这个历史阶段各自宣扬自己的政治主张与处世思想，其中，孔子、孟子、荀子等所主张的崇尚伦理道德和等级制度而继承西周礼制的儒家，墨子、宋钘等所主张的尚贤兼爱非攻非命节葬而继承夏商文化的墨家，老子、杨朱、列子、庄子等所主张的崇尚自然而清静无为并追求个人自由的道家，商鞅、韩非等所主张的鼓吹君主集权专制和刑名权术的法家，與後來的佛家思想，並為後世中國最重要的五種思想。
同时，因为文化的大发展，文学也得到了极大的发展。其中首屈一指的当属战国晚期楚国诗人屈原所著的楚辞名篇《离骚》。与之一时瑜亮的是《诗经》中记载各国民歌的章节《国风》。此外，诸子的散文也各具特色，《庄子》一书洋洋洒洒，是先秦诸子散文中的佼佼者。

## 秦漢時期

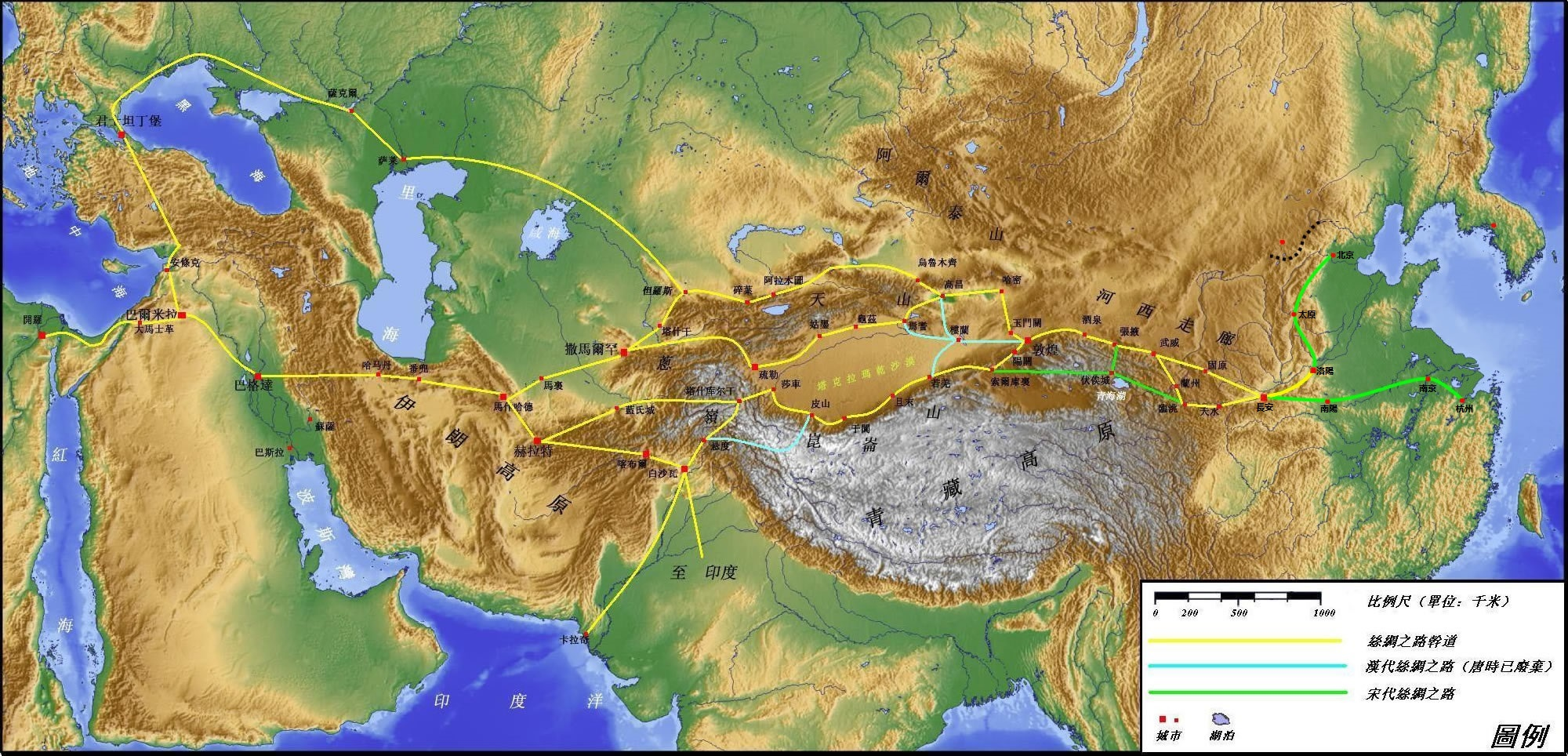
絲綢之路

戰國時代是中國古代社會大變動的時代，而其產生的新社會在秦漢時代成型。秦漢時代的文化模式奠定了中國近兩千年來文化的基礎，又有其時代特色。秦漢時期中國人的精神風尚業已形成。
在秦漢時期，長城已經成為華夏定居農民和域外草原遊牧民族的明確分界線。自秦漢以後，華夏族對外的殖民與擴張多集中於東方與南方，與長城以外的地區多为征伐、邦誼與交流。這種關係唯一的例外是在西域絲綢之路沿線地帶。在中西海上交通還未興盛之前，中國與西方國家主要的交流大多經由西北陸上的河西走廊。遠洋航行在此時也開始出现。隨著絲路的開通，各種異國產物源源不斷的進入中國，至今已成中國土產，例如葡萄、石榴、芝麻、豌豆、蠶豆、核桃、黃瓜、香菜、大蒜、苜蓿、生薑等。由於西域風俗的盛行，中國文化得到極大豐富。諸如舞蹈、雜技、鼓吹樂等紛紛傳入中國。駱駝、石獅、辟邪、天鹿等怪獸造型也傳入中國。而絲織品也成為中國最重要的外銷品。
秦漢時期也為中國奠定了疆域和思想的基礎。秦始皇焚書坑儒，在政治上統一了中國之後，又統一度量衡。漢武帝時，採納董仲舒的建議，罷黜百家、獨尊儒術。從此之後，儒家思想成為中國的正統思想。儒家思想能夠經兩千年而延續中國正統思想的地位，原因在於其經過以董仲舒為代表的漢儒的補充與改造，已經綜合先秦時期各種思想於一體，並以儒家思想為核心。而以探討先秦儒家思想為目的的經學也在漢朝成形，成為傳統中國學術的重心。
秦漢時期，中國傳統的農、醫、天、算四大學科在漢代已經形成了自己獨特的體系。《九章算經》、《素問》、《本草經》、《相六畜》等著作均已問世。金屬冶煉技術也突飛猛進。
在这一时期内，中国传统的神话系统也基本成形。随着《山海经》与葛洪所著的《抱朴子》的问世与东汉末年天师道的兴起，中国人传统的神仙观点也基本形成。

## 魏晉南北朝至隋唐
自漢獻帝元年，至隋文帝開皇九年，凡393年，為中國擾亂分裂之時，魏晉南北朝即在此間。或謂，漢末以來，雖政治教育仍多沿古代之法而繼續演進，且社會事物，亦時有創造發明，然就全體觀之，則政教大綱不能出古之範圍，中原衰弱，時呈分割之狀。

### 民族交流与江南的开发
從東漢後期到隋代五百多年的時間是一个乱世的時代，也是中原文化和周边胡族交流最密切的時代。華北是中華文化發源地之一，也是受外族侵擾最多的地區之一。沿中國東北至西南邊界，在西晉时有鮮卑、匈奴、羌、氐、羯五大外族，合稱“五胡”。這五大民族在魏晉時先後有部分族群內徙。八王之乱之后，原有內附民族開始侵擾華人社會，另外又有更多塞外遊牧部落聯盟遷入華北地區。而居住在華北地區的華夏民族沾染了胡人風俗。華北地區在五胡亂華一百三十年的紛亂期，胡人進行侵擾式內徙；到北魏逐漸兼併華北，特別是北魏孝文帝太和九年(485年)的改革之後才開始逐漸恢複社會經濟生產。
這種情況在隋唐時得到了延續，中亞等地民族大量內徙的情況屢見不鮮，隋唐朝廷則劃地予以安頓，任其自由生活。大量的胡人高僧也成為中國佛教的棟樑。胡人在北方長期處於統治者的地位，但最終還是趨於漢化。胡人統治者的政治形態多模仿漢人，北魏孝文帝更有孝文漢化運動，易胡服、胡俗、胡名為漢服、漢俗、漢名，並鼓勵胡漢通婚。另一方面，在北方長期居住的漢人在習俗方面也習染了胡風，呈現胡化的現象。
長江流域雖然在新石器時代晚期已經產生了令人矚目的文明，直到漢朝初期，就已完全融入中華文化體系。西漢末年，長江以南大部分地區依然人口稀少。但到了東漢與三國時期時，為躲避中原地區的戰亂，大批漢人開始移民長江流域。四世紀初，華北漢人地區的西晉政權被胡人滅亡時，更大批的北方漢人大舉移民到江南地區避難。唐朝在八世紀中葉發生的安史之亂，帶動漢人第三次的南向移民，江南漸成漢人聚集的重心。而東晉與南朝時期，是江南開發最為快速的時期。由於北方大族舉家南遷，人丁興旺，耕作面積快速增加。隋朝的統一，雖然在軍事上是北方統一南方，文化上卻是南方向北方傳播。而安史之亂後，南方在經濟條件上亦超過了北方。
門第社會在魏晉南北朝時期的影響不亞于周朝時期的宗法制度。不同的是宗法制度的影響是從政治擴散到民間，而門第社會正好相反。門第在東漢時期已經形成，原因之一是當時學習條件困難，入仕只限于經濟與文化條件優良的少數家族，形成這些家族累世為官，積久漸成門第。東漢覆亡後，平民失去了保護，紛紛依附到大族以求庇蔭，這些大族乃組織自衛的團體，築城自守。門第更有了軍事與經濟的影響力。南北朝時期各個政權根基不穩，往往仰賴門第支持。由於士族不需負役，平民爭相依附，門第更趨發展。門第由法制化發展到法統化，以至於國家政權只有受到大門第的認可才得以延續。門第的形成與發展不是在短期內完成的，而是因應社會的客觀條件，結合形成廣泛的文化生態，士族門第生命力不絕達數百年之久。士族門第為了維持其地位，一方面掌握政府人才進用管道的九品中正制，一方面選取門戶相當的家族通婚，借此維護門第的尊貴。士族門第的莊園提供各種農業經濟資源，並且擁有手工業作坊。東漢末年以降，由於漢人國運不振以及胡人政權當道，逐漸養成門第不屑過問政治的風氣，門第中人之間盛行清談的風潮。結果江南門第士族以不問政治而標榜，最終也因此而消失。而北方漢人門第重視國力關心政治，並賴此統一南北。到隋朝推行科舉考試制度，平民得以通過科舉考試任官，士族無法通過人才選拔以壯大門第，到了唐代門第社會終趨於沒落消失。
經過魏晉南北朝的民族與文化的交流和隋唐時的完全確立，使得華夏文明重新走上正軌和恢復發展，隋唐五代宋時成為中國歷史上各民族文化交流最繁盛的朝代之一。國家呈現統一、上升、自信、開放的特質。由於糅合了南北、胡漢兩種不同的文化類型與意識形態，隋唐時代的文化呈現出了前所未有的繁榮。隋唐時代的文化經濟基礎是奠定在成功的土地政策上的。均田制將荒地與部分門第私地分配于天下農戶，來自于孟子的儒家思想終於實現。

### 佛、道二教的兴起

玄奘

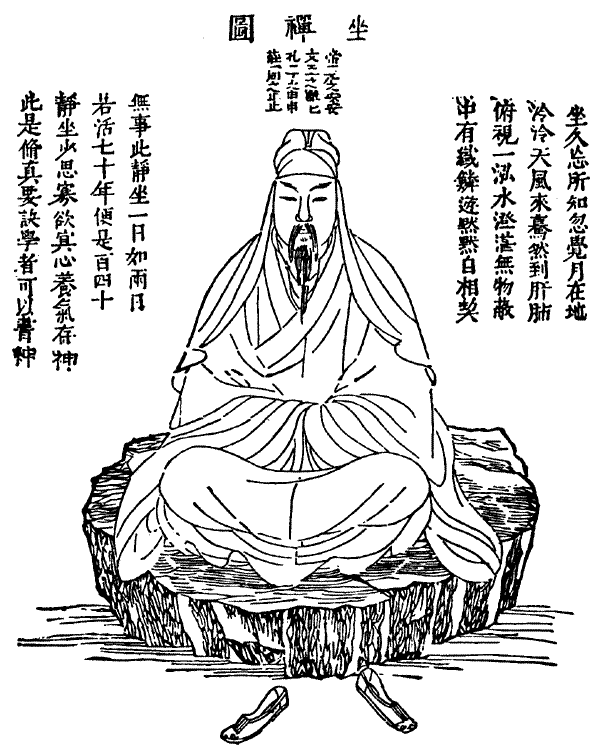
道教著作中的坐禪圖

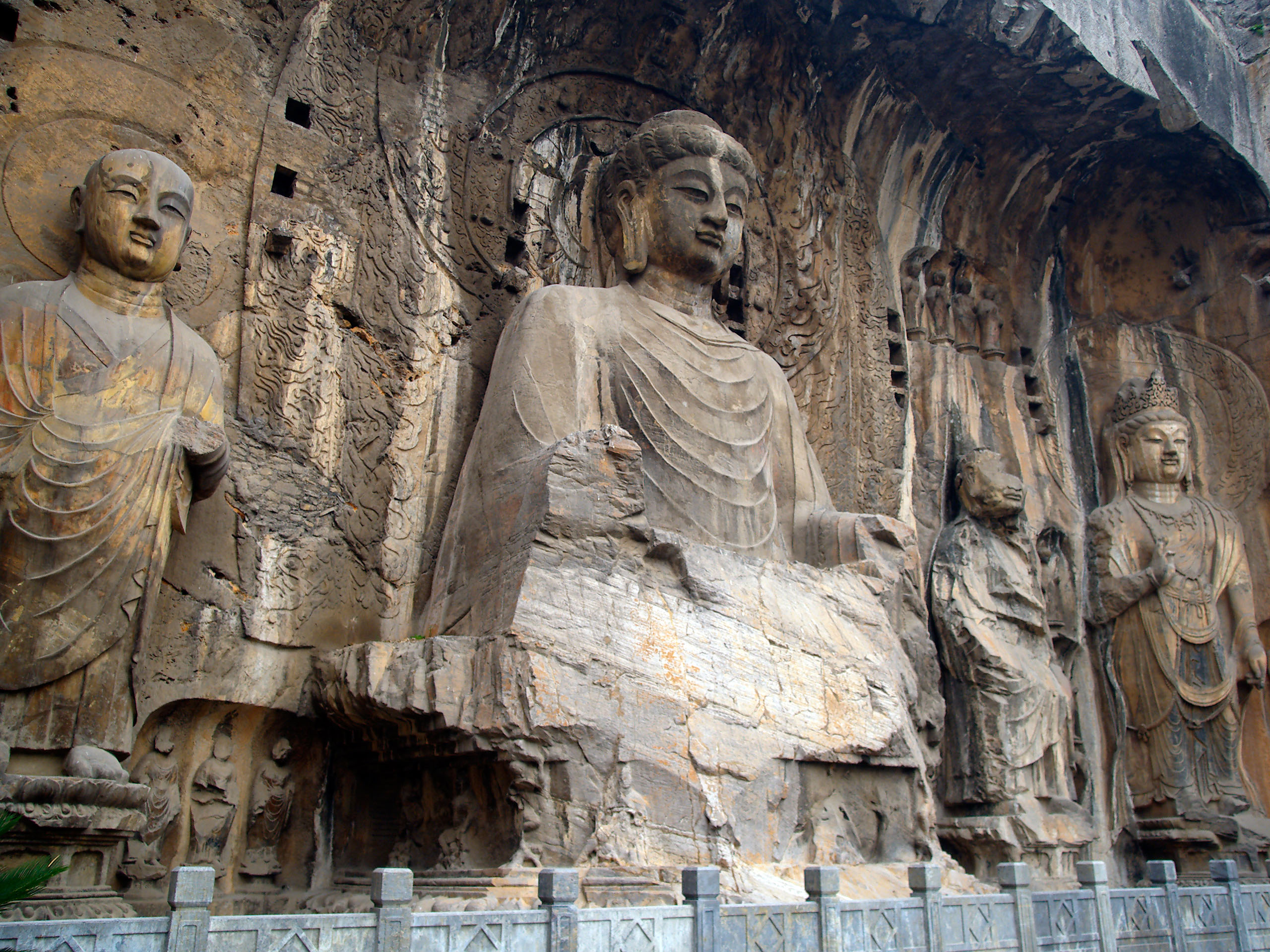
龍門石窟的盧舍那大佛

魏晉到唐五代期間，中國最重要的宗教是佛教與道教。佛教誕生於西元前六世紀末期，其發源於印度北部，創始人為釋迦牟尼，其在西元一世紀的東漢明帝時期傳入中國。從東漢到三國時期，佛教發展比較緩慢，其在中國廣泛傳播流行是在西晉滅亡之後的南北朝時期。这一时期人民飽受戰爭殘害，心靈生活苦悶，為佛教的傳播創造了條件。在儒家思想無法適用的華北地區，佛教大為盛行，其盛行的思想程度廣度早期遠領先於南方。佛教由於中國的特殊文化環境，其內涵與形式也有所改變。例如南北朝時期的釋道安，即規定出家人都要按照佛祖改本姓為“釋”。而素食制度則起源于梁武帝的推行。佛教在此五百年是其全盛期，其早期為亂世的安身立命之道，後期則是居盛世的修身養性之道。前期中國的佛教徒嚮往能進入西方極樂世界，後期隨著佛教向周邊地區的繼續普及和唐朝空前的发达，則有了“轉生中國”的概念。
東漢到西晉的時期，佛教徒雖然成長有限，但譯經工作卻在穩定進行，早期譯經工作多由來自天竺、西域等地僧侶進行。南北朝時期，中國本土僧侶也開始大量譯經弘法。諸如鳩摩羅什、玄奘等都對譯經工作大有貢獻。佛教的盛行與發展極大的改變了中國人的世界觀，佛學成為中國哲學最大的一支之一。佛教對中國文化影響之大，只有後來十九世紀西方文化開始進入中國可以比擬。佛教給中國人思想上的最主要影響包括因果報應、三世輪回、精神不滅等。輪回說強調一切都是自作自受，強調個人言行的自我控制，為了換取來生的幸福，就要在今生謹言慎行，行善積德。要解脫痛苦，就要長期修道，而禮佛就是修道的主要途徑。在南北朝時期，中國佛教徒主要崇敬的是今世佛（釋迦牟尼），但之後則流行主管來世的彌勒佛，特別是負引渡眾生之職的菩薩以及西方極樂淨土掌門的未來佛（阿彌陀佛）。而淨土宗成為後來千餘年間中國最流行的佛教教派。
佛教的基本理論與因果報應觀念是源自印度的婆羅門教，而眾人皆可成佛的觀念是釋迦牟尼所創。佛教在中國長期發展後，逐漸漢化。漢化佛教中以“淨土宗”和“禪宗”影響最大。禪宗創始於南北朝，完善於唐朝，後又進一步東傳到朝鮮和日本。禪宗創始於南北朝前來中國的僧人菩提達摩。他在佛教釋迦牟尼“人皆可以成佛”的基礎上，進一步主張“人皆有佛性，透過各自修行即可獲啟發而成佛”。後另一僧人道生在進一步提出「頓悟成佛」說。唐朝初年，僧人慧遠承襲道生的「頓悟成佛說」，並將達摩的「修行」理念進一步整理，提出「心性本淨，只要明心見性，即可頓悟成佛」的主張。 禪宗時世主張學佛不必打坐，禮佛不必讀經，也不必出家，世俗活動照樣可以正常進行。禪宗認為，禪並非思想，也非哲學，而是一種超越思想與哲學的心靈世界。 禪宗思想認為語言文字會約束思想，故不立文字。禪宗認為要真正達到“悟道”，唯有隔絕語言文字，或透過與語言文字的衝突，避開認何抽象性的論證，憑個體自己親身感受去體會。禪宗為加強“悟心”，創造許多新禪法，諸如雲遊等，這一切方法在於使人心有立即足以悟道的敏感性。禪宗的頓悟是指超越了一切時空、因果、過去、未來，而獲得了從一切世事和所有束縛中解脫出來的自由感，從而「超凡入聖」，不再拘泥於世俗的事物，卻依然進行正常的日常生活。禪宗並不特別要求特別的修行環境，而是隨著某種機緣，偶然得道，獲得身處塵世之中，而心在塵世之外的“無念”境界，而“無念”的境界要求的不是“從凡入聖”，而更是要“從聖入凡”。得道者日常生活與常人無異，而是精神生活不同。在與日常事物接觸時，心境能夠不受外界的影響，換言之，凡人與佛只在一念之差。
道教是中國的本土宗教，其誕生時間比佛教传入中国晚一百年左右。東漢末年，因社會動盪不安而產生結合巫術並聚眾自保的「太平道」和「天師道」兩個道教團體。自漢末道教形成到西晉滅亡後，人民流離失所，道教與佛教一併興盛起來。道教在南北朝時期形成完備的宗教體系。道教在唐代同樣受到尊崇，但它其最流行的時代是在宋代，並在此時形成後世主流的“全真派”與“正一派”。儘管道教形成非常晚，但其基本內容卻源於中國先秦時代。先秦道家的《老子》與兩漢時期出現的《太平經》，是道教初創所據的經典；南北朝中期，道士陸修靜廣集道經，整理成一千兩百多卷的三洞經書，成為後世道教經典著作《道藏》的雛型。道教各典籍的內容多十分混雜，包含中國的各傳統領域。道教的齋戒儀式，也受到了儒家與佛教的影響。由於道教的多神性，歷代不斷有神仙被納入道教的祭祀範圍。南朝時期，陶弘景感於道教所供奉的眾多神仙至為龐雜無序，乃將道教有關神仙按階次排列其高低，首創了道教的神仙體系，而按職務與修行成就來定名分，乃是儒家與佛家的傳統。神仙思想是各種宗教中道教獨具的，只有道教認為人可以不死，肉體可以升仙。神仙觀念有其歷史淵源，早在西元前四世紀就已誕生。神仙思想顯示了道家享樂主義的思想，使人們致力於研究長生不老的仙藥，其在上層社會之間更為流行。

### 宗教藝術與工藝、書畫成就

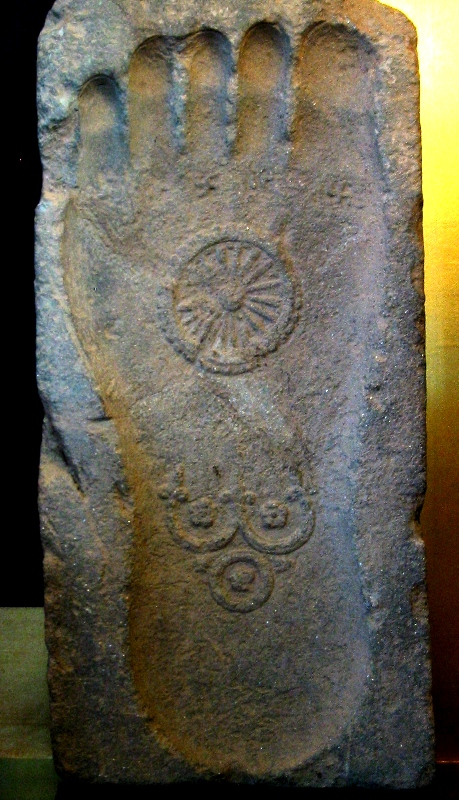
健馱邏國1世紀的佛陀腳印，現藏於日本東京善養密寺。

自從印度的佛教透過中亞傳入中國之後，與佛教相關的藝術形式也隨之進入中國，其中最重要的要算是佛像壁畫和佛像雕塑。由於印度佛像受到希臘文化的影響，因此中國佛像造像藝術融合了漢文化、印度文化與希臘文化。印度在早期的五百年內並沒有製造佛像的習慣，人們認為佛的至高完美不是可以用人的相貌來描繪，因此早期的佛教藝術家是以佛的腳印或釋迦佛悟道所在的「菩提樹」作為佛的標記。後來由於希臘文化影響印度地區長達兩百年之久，將古希臘人對人體美的崇尚觀念植入印度，開啟了印度的佛像雕塑，希臘文化亦對佛像雕刻產生了深刻影響。中國自南北朝佛教興起後，中國的佛僧即襲印度的佛僧風尚，大舉在深山之中，鑿崖為窟修行，在窟內飾以佛像繪畫與雕塑。中國的佛教重要石窟，現今主要有兩大區域，一是華北地區，長期統治華北的北魏政權，在先後建都的大同與洛陽，分別開辟了雲岡石窟與龍門石窟；第二個重要石窟群分佈在西北地區，包括位為甘肅永靖縣的炳靈寺石窟、絲路東端天水的麥積山石窟，以及絲路西陲的敦煌莫高窟。此外還有克孜爾千佛洞、大足石窟等位置孤立的石窟。

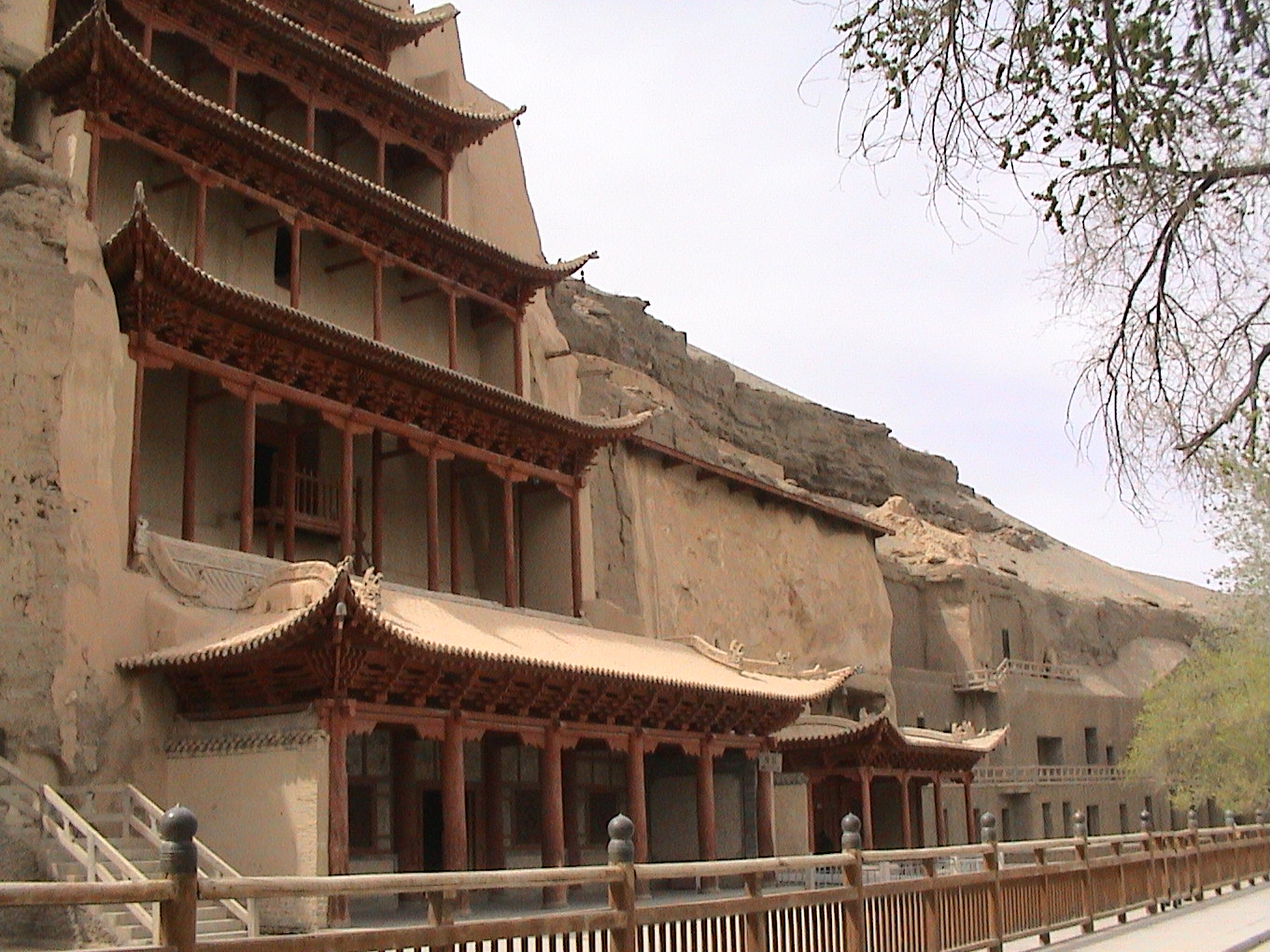
敦煌莫高窟

隨著佛教信仰的盛行與石窟造像的發展，從南北朝到隋唐，成為宗教藝術盛行的時代。佛像彩繪與立體造像拓展了中國傳統藝術的新領域，各種與佛教相關的裝飾圖案也普遍深入民間，佛畫敷彩技巧補充了中國傳統線描繪畫的特質，佛塔佛寺建築則豐富了中國原有的建築風格。南北朝時期的宗教藝術由於西域及印度工人而使得藝術風格帶有印度、希臘、波斯的色彩，這一時期也成為中國藝術最具異國情調的時期。而與後代相比，北魏又顯得異國情調特別濃重，後期的西魏則已有漢化的情形。在南北朝時期，除了佛教彩繪與雕塑外，工藝裝飾方面亦由於佛教的興起，銅器、石雕、織繡等均充滿宗教色彩。作为佛教象徵的蓮花與忍冬成為此期的特色。繪畫技巧方面，南北朝中期，佛畫注重色彩暈染浸潤的風格大為流行，對傳統繪畫的線描法造成巨大衝擊。至南北朝晚期，敷彩的技法已遠勝過白描，南朝梁畫家張僧繇吸收此技，進一步捨棄線描，開創無骨的畫法。而到了隋唐時期，宗教藝術不僅在形式上漢化，而且在精神意境上也有改變。隋唐的統一與經濟上的繁榮太平促使宗教壁畫風格由北魏時期捨身救世的悲慘氣氛轉為氣勢恢宏、情緒歡愉。原本來自印度表現釋迦牟尼前生苦難的場景消失，取而代之的是對歡樂和幸福的幻想畫面。而唐代的佛像雕塑以健康豐滿替代北魏的秀骨清相；以慈祥和藹、關懷現實取代北魏的超凡絕塵。

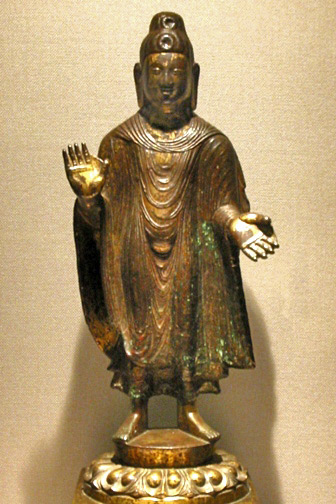
北魏公元443年的彌勒菩薩像，現藏於日本東京國立博物館

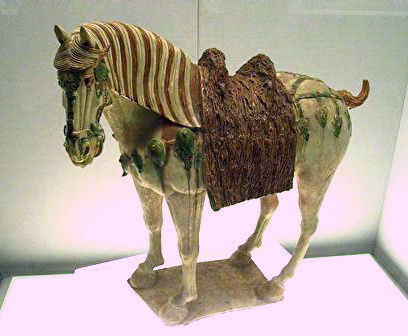
唐三彩马

南北朝時期的工藝美術，在題材上多為佛教成分，但在風格上與漢魏仍較接近。而唐代的工藝美術脫離了商周和漢魏六朝時期古樸的特色，開啟了新的裝飾風貌。
唐朝的工藝普遍具有博大清新，華麗豐滿的特點，各種工藝的造型設計，多運用較大弧度的外向曲線，給人以圓潤豐滿之質感。色彩多表現深淺層次的多彩色階，有富麗、華美的藝術效果。唐代的工藝製作中最卓著的是陶俑塑像，尤以唐三彩陶俑為出名，其造型栩栩如生，呈現出盛唐社會的精神氣蘊。儘管唐朝的陶俑偏重動物造型，但日用工藝的裝飾卻一反商周至六朝以動物紋為主的傳統，開啟往後千餘年以植物花草為裝飾主流的新風格，更加反映了生活風貌而擺脫了威嚴冷靜的氣氛，使人感到自由、舒展、活潑、親切。在製鏡工藝上，漢魏六朝以來銅鏡裝飾圖案主要是格律體，而唐鏡多採用自由體，顯得生動活潑，富有變化。
中國在歷史上最早記載的畫家是在魏晉時期，當時文人風氣尚音律、書畫，好玄遠清雅，追求個人性情的解放，帶動繪畫對個人個性和特徵的精緻描繪。在唐之前，傳統繪畫大多為壁畫，並體現政治及宗教色彩。自唐開始，轉為以欣賞為主要目的。隋唐五代時期，也是中國繪畫的人物畫、山水畫、花鳥畫三大類別走向分科獨立的時代。自中晚唐以降，山水畫成為中國文人繪畫的主流，綿延一千餘年。

### 玄學與文學

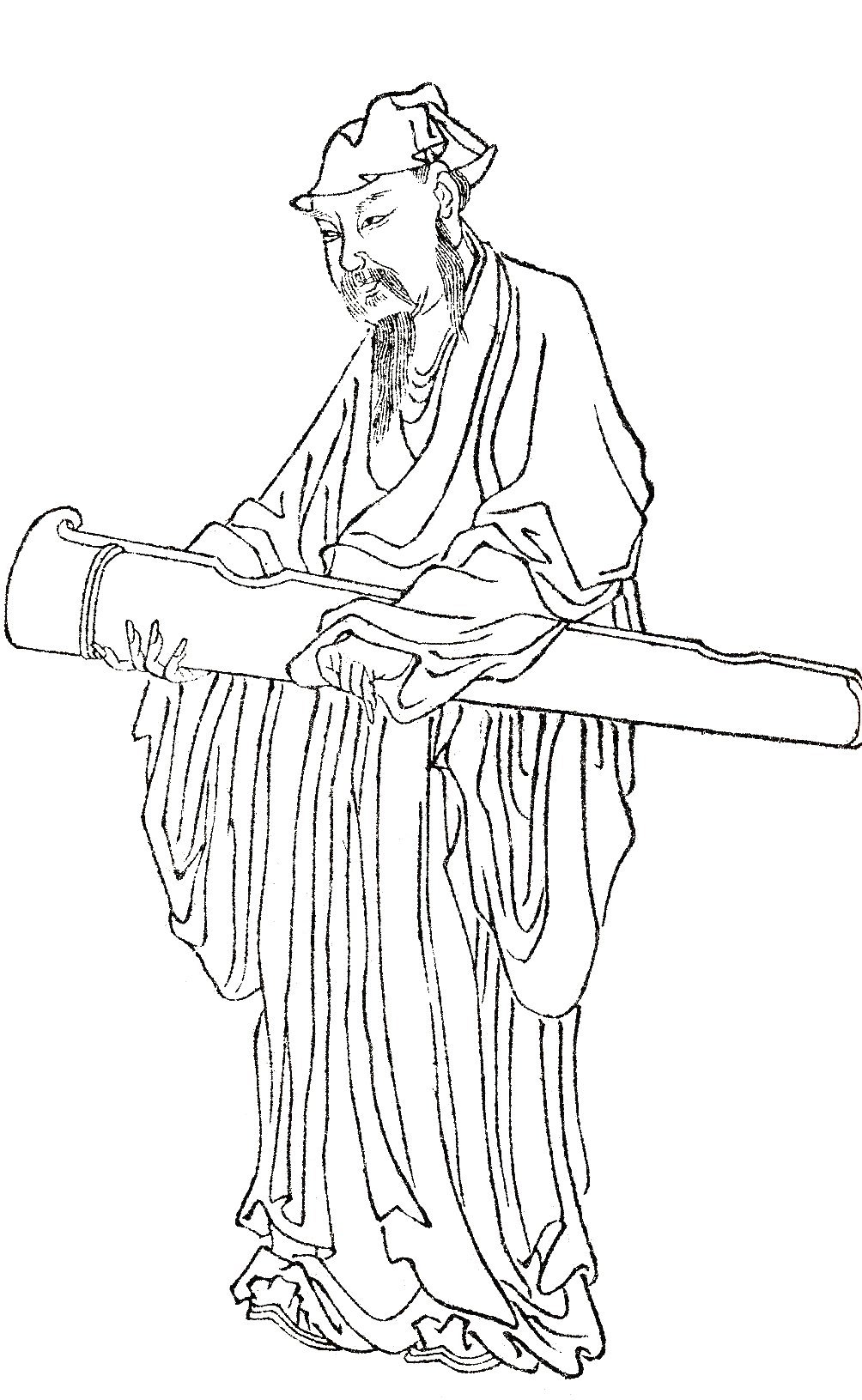
晉代田園詩人陶淵明

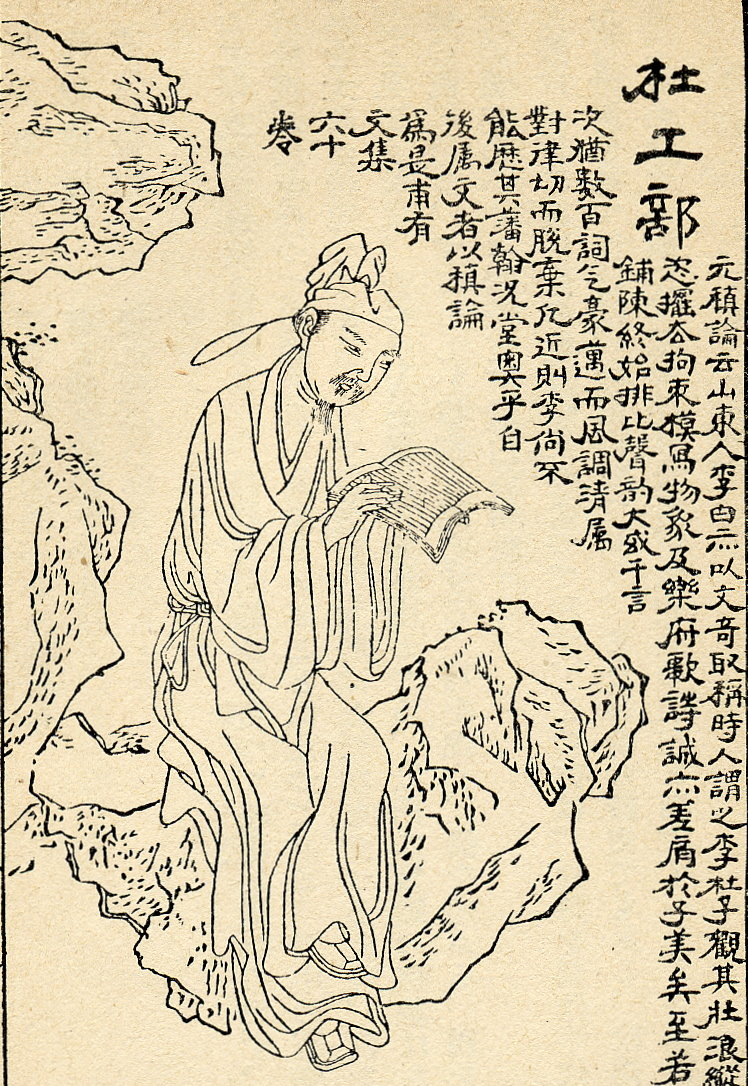
有「詩聖」之稱的唐代詩人杜甫

魏晉南北朝時期社會動盪，舊的價值觀和社會秩序已經崩潰。社會的新秩序仍在重建。其時，富於思想的知識分子致力擺脫兩漢以來經學傳統的束縛，轉而注重內在人格的覺醒與追求。他們運用哲學論辯的方式，對一些高度抽象的理論進行探索，因而產生了當時主要學術思想——玄學。
玄學的影響是全面性的，在玄學的風氣之下，個人的自覺是這一時期思想界的獨特精神。由此樹立了一種與前代截然不同的人生觀和世界觀。這種思想與兩漢時期完全不同，而較接近於戰國時期的道家思想，故玄學思想家很推崇先秦道家的《老子》、《莊子》二書，以及道家精神密切相關的《周易》一書，他們把這三本書奉為研究玄學的主要經典，名之為「三玄」。由於此時佛教大為盛行，因此玄學也融合了不少佛家與儒家的觀點。
玄學流行時期也是政治動盪的時期，相對的，政治對學術思想的束縛也大為減少，在沒有皇家欽定的學術標準下，當時的思想界相當自由而開放，議論爭辯的風氣相當盛行，「清談」是這時期玄學討論的主要活動。討論純粹以理取證，不論資歷與輩分。這一時期思想活躍性堪比戰國，與戰國時代不同的是，戰國時期關心的是治國之道，魏晉則關心個人的人格自覺。玄學家善於辨名析理，圍繞著有無、本末、體用、言意、動靜等命題展開熱烈討論，各學派爭論都十分激烈，形成中國歷史上對宇宙理論探討最活躍的時期。而論辯這種形式對促使中國產生了理性的哲學。這種哲學的理論性與成就也是空前的。
這個時代，玄學家所探討的許多領域都是從前未曾思考過的問題。魏晉南北朝時期，社會上不講究學術輩分，強調思想的活潑性與創造性，因此，透過清談的形式，年青人在思想論壇上獲得盛譽者不乏其人，是中國古代誕生青少年思想家最多的時代。鍾會、王弼、王戎、向秀、魏玠等等許多著名思想家都是在二十歲前已經成名。由此可見魏晉南北朝時期學術思想與先秦時代呈現出不同的方向。此時漢民族外在的事功雖有限，但內在的思想創建成就卻很可觀。
北方原本亦十分流行玄學，晉室南渡後，玄學風潮迅速擴散到江南，而留在北方的世族，轉而崇本務實，好尚經史。而被北方視為文化正朔的南朝，其思想家一旦來北，往往倍加推崇。由此可見，政治版圖的變遷影響到思想版圖的變化，也看到了政治強權與文化優勢不相同處的事實。
玄學流行時期，人們意識到短促的人生總充滿生離死別、哀傷與不幸。這種對生離死別的重視、哀傷，對人生短促的感慨、喟歎，從魏晉直至南朝中期；從中下層直到皇家貴族，一直是整個時代的典型社會氣氛。但玄學也並非一味的哀傷，玄學所指導的人生方向依然是要抓緊生活、珍重生命，要有意義自覺地充份把握住這短促而多苦難的人生，使之更為豐富滿足。玄學追求一種絕對自由而又無限超越的人格。理想的人格是擁有感情而又不被感情牽累，擁有喜怒哀樂而與宇宙自然融為一體。達到玄學的境界之後，人的精神成就取代外在的行為節操，成了最高的生命意義與指標。這種無形精神超越有形軀體的現象處處可見。東漢時代對道德、操守、儒學、氣節的尚好與品評，降及魏晉，人的才情、氣質、格調、風貌、性分、能力成為新的品評重點所在。魏晉「人品」要求，以漂亮外在風貌表達出高超的內在人格，要求通過有限的、可窮盡的外在言語形像，傳達和表現出某種無限的、不可窮盡的內在神情。
玄學是漢唐兩個盛世之間四百年動亂期的主流思想。玄學思想的主要思想家和重要典籍也都出現於這個時期。玄學最重要的人物包括嵇康、阮籍、何晏、王弼四人。何晏與王弼致力於融合禮教與玄學，使禮教玄學化。而阮籍與嵇康则帶頭形成一股拋棄禮教、解放個性的風氣，帶動了歷史上第一個個體解放的反傳統運動，在當時及往後數百年成為一股潮流，許多士人仿效他們過著放浪形骸的生活。
由於自由放任的社會風氣，文學在這個時期得到了飛速的發展。魏晉南北朝是中國人有自覺從事藝術創作的開端。抒情文學也在這個時期開始成熟。在魏晉之前，並沒有明確的文學概念，一般人只把文章作為一種表達工具，因此文學並無獨立的藝術地位，直到魏晉時期才有改變。由於文學創作被魏文帝提倡並成為士人的重心，文人地位日益提高，文學作品大量湧現。對文學風氣的重視，首先萌芽於南方，到南北朝後期更普及到北方地區。魏晉南北朝時期，中國出現了純文學著作，其的主要風潮為「唯美主義」，文人寫作普遍講求聲律之美與修辭之美。自曹植開始，文人講求文章的造詞煉句，形成講求辭藻華麗、雕琢字句、聲律藻飾的「駢體文」。從此之後，文人將漢字修辭的特性研究發揮到了極致，其最大的成就在於「聲律」。南朝的齊代，沈約等人據佛經梵音拼法，創漢字四聲發音，正式建立起聲律論，文人開始有意識地利用聲律來寫詩，有意識地交互安排平仄聲，從而形成一種高低長短交替的節奏。這是中國「格律詩」的開端。
唐代留給後世最偉大的藝術遺產當屬文學藝術，詩又為其中翹楚，唐詩傳今有五萬首。唐初的詩歌仍然傳承了六朝時期華麗柔美的風格。詩歌題材多以宮廷生活為主。唐開國約半世紀後，詩歌開始反映新時代的大氣象，詩歌題材從宮廷轉向廣闊的社會生活；語言風格也脫去六朝時期的柔媚氣質，轉向漢魏詩歌的雄健風格。開元、天寶年間，唐代社會達到經濟繁榮和國力強盛的頂點，号称「开天盛世」，唐詩的發展也進入高潮。盛唐氣象為此期名稱。這一時期，詩歌多內容豐富、氣勢壯闊、形象鮮明、多具浪漫主義色彩。這一時期最出色的詩人是李白，其豪邁奔放的詩風將浪漫主義的詩歌創作推向高峰。盛唐時期另一位與詩仙李白齊名的是詩聖杜甫。杜詩講究排比聲韻，每句立奇字為眼、鍊字鍛句、刻意求工，在每字每句上反覆推敲。中國詩歌的形式，到了盛唐律詩的成熟，便告大備。唐代也因此達到中國詩歌成就的最高峰，後人的創作已無法超越唐代，其要得到新的成功，只有另闢蹊徑，向詞曲方面發展了。安史之亂，過去的盛世不再，新的繁榮更多呈現一種平民化與多元化的趨勢。詩歌也與此相呼應。

## 宋元明清時期
從五代十国開始，中國北境興起了多個半農半牧或遊牧政权。五代十国和兩宋時由於北境外患頻仍，全國都出現多樣化的習武活動，民間廣建組織、教習武術。因熱衷武術，宋代兵書為盛唐年间的七倍之多。儘管如此，宋代最終的命運還是被強鄰所败，原由在于北方胡人政權武力比宋朝更強大，而不是宋朝不重視武術與國防。蒙古在進行侵略扩张的過程中，手段十分殘暴，一度声称要杀光中国五大姓（張王陳李趙五姓）。其使中國华北和南宋的川峡四路地区的巨额人口消失，土地強行被劃為牧場。直到十三世紀中葉元世祖在位時，才開始採取一系列恢復生產的措施。
儘管宋代在军事方面趨於被动挨打的弱勢，但在經濟文化上卻是中國古代最繁榮的時期。由於陸上道路被切斷，宋代在海上與與南洋各國經濟文化交流密切。南宋全盛时代，市舶歲入佔政府全年歲收的五分之一，足可見海上貿易的繁榮。两宋時期與中國有海上貿易關係的國家與地區多達六、七十國。两宋时，印度洋之航權實操於中國人之手。宋代時，中國發明的火藥、印刷術、指南針、製瓷器技術、針灸醫術傳入阿拉伯世界，再輾轉輸往歐洲地區；數學的「筆演算法」及「阿拉伯數字」則由阿拉伯世界在南宋中期傳入中國。
明太宗曾派鄭和前往西洋，擴大了中國與亞非其它国家的交流。但明代，沿海為倭寇侵擾也十分嚴重。明代由於不勝倭寇的侵擾而實施海禁，中國在海上的活躍时期至此終結。明代在北方边境大舉重修擴築边墙，作为防御遊牧民族南下劫掠和维持边境和平安定的界限。在海岸線上也嚴格執行貿易管制措施，來中土作生意，必需朝貢兼貿易，否則不予。明代嚴格的貿易管制措施和明中葉嚴格貿易管制的影響導致正常貿易地下化，轉為走私貿易。貿易港集中地由廣東、福建轉往已為西方國家殖民地的菲律賓、印尼。而海上的維持秩序角色由於中國官方的消失而導致海盜集團猖獗。由於海上貿易仍在暗處進行，特别是明穆宗隆庆元年(1567年)废除海禁之后，美洲的大量白银又大量流入中土，銀開始成為流行的通貨。
滿清入取中原後，原位于東南沿海商貿性海盜介入了反清复明的活動，滿清因此執行比明代更加嚴厲的「海禁」和「遷海令」，藉以肅清反滿清的勢力；直到清末對外戰爭的接連失敗，才被迫廣開貿易口岸。
宋代時期，遼、金、西夏三國，在政治、經濟，文化上都和宋保持密切的聯繫。而宋廷鑄造的「宋錢」信用良好，波斯、阿拉伯都能通用；高麗和日本更停止鑄造本國通貨，只用「宋錢」。而遼、金、西夏在文化上都深受漢人影響。許多外來農作物的傳入，例如早熟稻、玉米，番薯、馬鈴薯，使中國的農耕區大面積延伸，也導致了後世中國人口的大量增長。宋人大规模的深度推廣和普及了于五代末期來自西域民族的「桌椅」形式，將五代十国末之前中國人席地而坐的起居方式改為垂足而坐。  
漢族分別在西晉永嘉之亂、唐安史之亂、北宋靖康之亂大量南遷避难。因此生活重心由黃河流域移到長江流域，再移至東南沿海。在六朝和北宋以后，中国各方面的重心全部迁移到南方，华北已难超越。两宋時代是中國東南沿海最繁盛時期，此地區的土地開發與人口增長也達到飽和，導致當地人口在明清兩代又開始大量外移。從明末到清后期鴉片戰爭發生的兩百年間，中國的耕地擴張了一倍，人口绝对值更增加了兩倍。而亦有大量的漢人進一步遷移至海外，諸如南洋、臺灣等地，促進了這些地區的開發。這其中最成功的墾殖當属臺灣的開發。
中華帝國能以有限的資源維持數百年，其功臣之一即為宗族制度。20世紀之前，中國的政權只向下延伸到縣衙，其下完全通過「鄉保」與「族長」進行管理。因此歷朝政府都十分重視宗族的管理能力。從宋朝至民國初期，部分宗族將其訂立的族規呈交地方官審批，並公告周知，使這些法令更具合法性和權威性。

### 庶民文化與通俗文藝

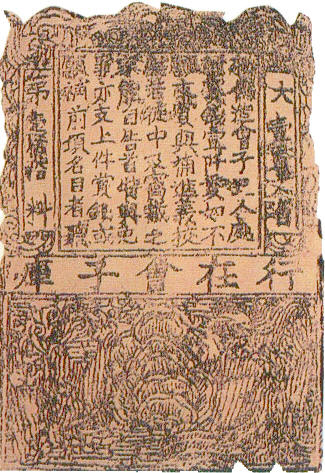
南宋的會子

宋代為中國經濟高度發展的時期，主要因素是江南水稻種植區的開發。南宋儘管只占领南方半壁江山，人口卻超過盛唐年间。至明代已經可以以江南經濟為後盾統一全中國。中國農業生產，北宋末可以养活1.2亿人，到明末可供養两億人，清末可供養超過四億住民，可見農業之發達。
這一時期也是中國古代历史上工商業最發達的時期。由於經貿發達，宋真宗咸平五年(1021年)出現世界上最早的紙幣「交子」；即使是傳統的銅幣，其年全盛时的平均鑄幣量也超過盛唐年间的二十倍。城市數量與人口不斷的成長，汉平帝元始二年(2年)有1587个城镇，盛唐年间最高有1859个城镇，北宋末有逾1500個城市，晚明时最高有7500个城镇；清嘉庆末年有30000個；清末年有近40000個，並星羅棋佈於全國各地，尤其集中於江南地區。隨著工商業的發展，行號開始出現。同業與工商業者組成的「行」，自唐代起相當活躍，宋以後更發達。洛陽有120個行，南宋國都臨安則有400多個行。明代時更發展成為同業工會，成為更有組織的商業團體。明代中後期之後，以同地域者組成「商幫」，遍佈大江南北。商幫資本雄厚，並建立同乡會館。著名的商幫包括安徽「徽幫」和山西「晉幫」。徽商狹其雄厚財力與對文化事業的重視，在教育、文化、藝術上均有傑出的表現，可谓「士商一體」，為中國有史以來首見的「儒商」。而「晉商」透過資本累積，涉足金融業務，形成十九世紀中國最具規模與影響力的金融體系「山西票號」，經營範圍遍及全國。
工商業的發展伴隨人們生活方式的改變，宋代以後都市生活型態的轉變包括作息時間延長、活動空間增加、休閒娛樂多元化等。在隋唐五代時期，多是白天進行商業活動，到北宋时，隨著市民的生活型態改變，有在晚上進行，城市成為不夜城。南北朝與隋唐五代皆明確畫分住宅區與商業區。到北宋时，祇要納稅，任何地區皆可設店營業。宋金元明清不再嚴格區分居住區與商業區。而勾欄與瓦舍則豐富了文化生活，其為雜劇團等專業表演場所。茶坊除了提供消渴及提供社交場所外，也結合民間藝人，表演說唱，豐富庶民生活。
宋元明清時期，宗教信仰日益世俗化。十二世紀中叶开始印度地區逐渐受到伊斯兰化的突厥人的入侵，导致佛教在印度的消失；中國地區受世俗文明成果影響，原始佛教風貌與精神同样瓦解消失，取而代之的漢化佛教已充滿庶民俗世生活的人間興味。這種現象從唐中葉就開始了。宋代以後，佛像雕塑產生寫實的傾向，日益世俗化，更多反映俗世的景象。宋代以降，佛像不再具有六朝與隋唐之威嚴，原有的超自然想像力變得稀薄，已无太多宗教意味。人世生活的歡樂替代天國的信仰，實際真正的世俗生活替代了理想來世的祈求。佛學理論也日益世俗化，明末，佛學產生了「世事」即「佛事」的理論，俗世生活所經營的百工、百業都堪稱「淨業」。居官、治家，或是從事工商事業，都是「菩薩行」。 
宋代以後，各種宗教在民間萌發出了許多新的教派。因此，宋代以後，不論佛教或道教，在教義上都表現出儒、釋、道融合的現象；並同時開始撰寫能闡釋三教合一精神的新經典「寶卷」。「寶卷」把三教原有經典中深奧的語言與哲理通俗化，由於淺顯易懂，對庶民教化的作用極大。另外一種工具則是「功過格」，其將道德行為量化，可以累積、可以功過相抵，並結合商業簿記的信仰形式，由於具體可行，效果顯著，在民間長期廣為流行。

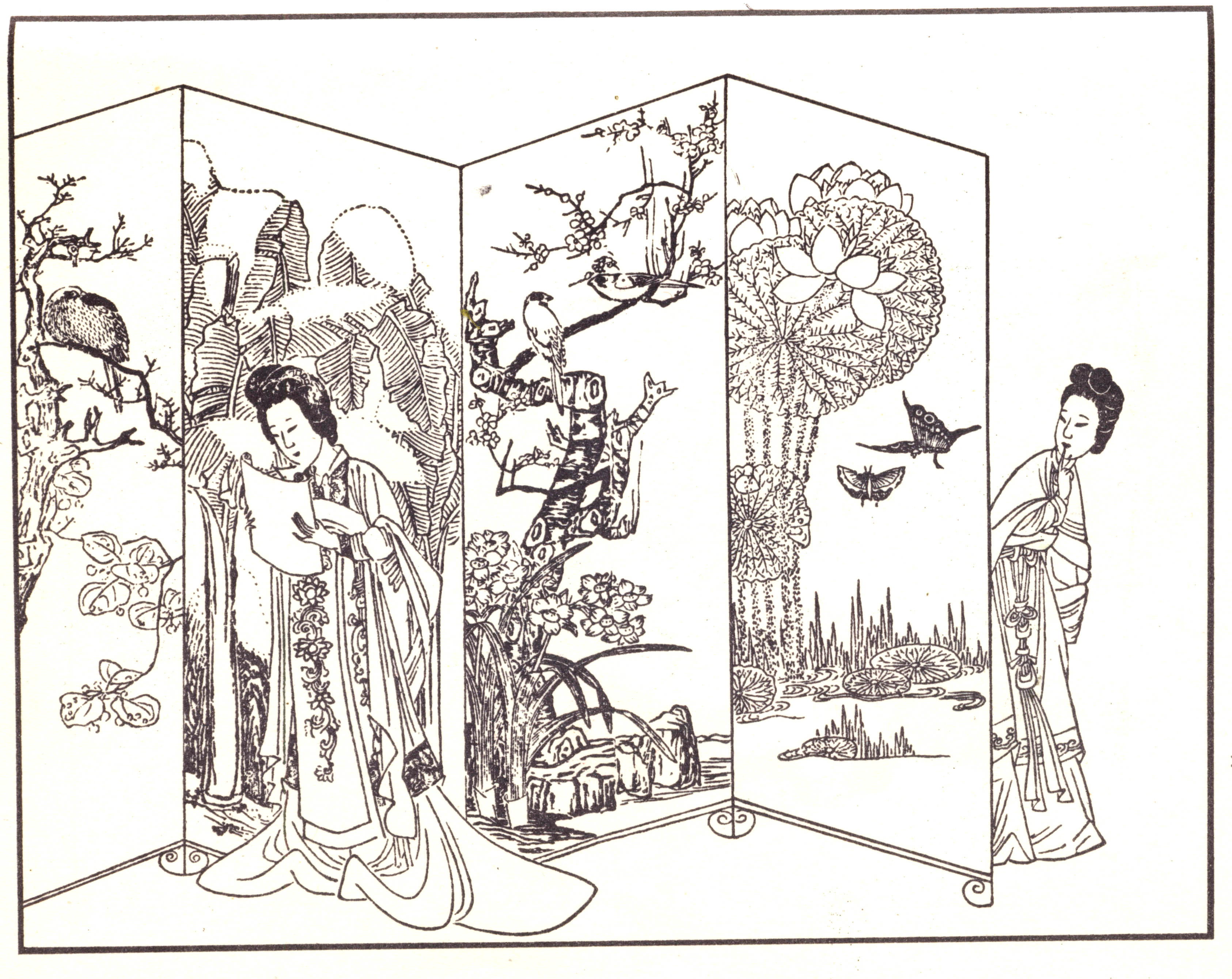
元代雜劇《西廂記》

戲曲發源於初唐，在宋代快速發展。到元代，则戲曲又稱元杂剧。其又可分為短曲和雜劇。中晚明之后雜劇衰落，代之而起的是以南戲發展的傳奇。晚明时出現不少戲曲流派，有專講音韻格律、也有偏重文采者。清前期，又有傾向兼顧舞臺效果的改革，及重視時事題材者。到了清乾隆末期，乾隆帝召全國戲班入京，中又以「徽班」最聞名。至同治、光緒年間，發展成為「京劇」，取代傳奇成為流行戲曲。
說唱藝術亦開始發展。說唱藝術是白話小說的前身，其藝術形式則源自於佛教的宣教活動。隋唐時，僧廟為向大眾說明佛理，常採「變文」、「變相」的宣講形式。到了宋代，由於經濟的繁榮，這些行為也成為庶民的娛樂形式。說唱藝術發展到明代中葉，由口語藝術變成書面的文辭藝術。閱讀對象由說唱家變為一般大眾。劇本也由一般話本發展為完備的小說。由於小說是由話本演化而來，其大多內容豐富，重視情節，中晚明时，出現長篇小說創作的熱潮，在一百年間出現了多達五六十部的小說。明代小說成就在於將話本作整理以供大眾閱讀，清代則多為出現許多文人獨立創作。明清大量出版「繡像小說」，由於其圖文並茂，大受歡迎，也將庶民文化發揮到極致。

## 科舉制度與士人文化
中國的官吏選拔制度，在隋唐至明清的一千三百年間，實行科舉考試制度。由於到了宋代士族門閥不再存在，大量官職空缺，科舉考試制度真正得到廣泛應用，其對社會產生重大影響亦始於宋代。宋代對科舉的建樹主要在于奠定制度化與公平化的考試方式。而由於皇帝擔任考官，兼得「師」的尊貴，自宋朝科舉大盛後，皇帝總攬「天地君親師」五種尊貴的身份於一身。在政府的推動下，宋代的科舉成為規模龐大、競爭激烈的考試制度，考試的公平性也重於其他的一切。
明清兩代的科舉在尽管在形式上與宋無太大差異，但在實質內涵卻有重大變革，並強化科舉的社會地位與文化影響的作用。由於明清時期，只要通過中級的「舉人」考試即取得任官的資格，舉人身分所受的尊崇，不亞於宋代的進士身份。導致社會上下對科舉考試出現空前狂熱的氣氛。即使是僅通過地方初級科舉（童生試）獲得生員（秀才）身分者，同樣由官方賦予許多尊貴的政治、社會地位。透過科舉制度實質內涵的變遷，使明清時代仅擁有最初级考試功名的逾百萬士人都納入了統治階級。科舉外在的影響力，隨時代推前而不斷擴大深化。科舉內在生命力，經過五百年繁盛期之後，到了明代中葉以後，開始走入另一個五百年的萎縮與僵化時期。自明代開始，科舉考試命題一律出自儒家經典「四書」與「五經」，考生答題時，立論一律要根據宋代大儒朱熹的《四書集注》，答題方式一律採用「八股文」體。這些規範用意在於達成思想的統一化與考試評分的公正化。但其也導致考試本身與考生思想日益僵化。明中葉後，將秀才視為職官缺，導致鄉試競爭空前激烈。而在同時，新的做官途徑「捐官任官」誕生，這種情況在清中葉後更加氾濫。科舉選材的功能也日益萎縮。
從正面上看，科舉考試制度的建立使政府與社會有了緊密的聯繫，也打開了平民入仕為官的管道。透過科舉入仕的知識階層，由初唐入盛唐而崛起；北宋時已在政治、經濟、法律、文化各方面取得全面優勢地位。在法律上擁有許多特權，因而鼓勵社會大眾以中舉任官做為讀書的首要目標，社會也就衍生出「萬般皆下品，唯有讀書高」的風尚。科舉考試透過層層的科考，藉以鑑別致力於自我教化而熱心宦途的才智之士，看他們是否已經完成無瑕可疵的經學訓練。因而擁有在典籍的陶冶中才會得到，適合一個有教養的人的思維方式。儒家的忠孝節義觀念，透過社會、鄉約、族規、家禮等各種方式深入民間，推廣於全社會。中國自宋代以後也得以構成一個比唐代原為普及的文化社會族群。而基層知識分子，構成基層鄉紳，並成為村鎮百姓與官府的橋樑。他們指導公共工程、支援學校與書院、編纂地方地誌、參加地方祭典、糾集賑災工作、招募地方自衛武力、提供村鎮行為規範。

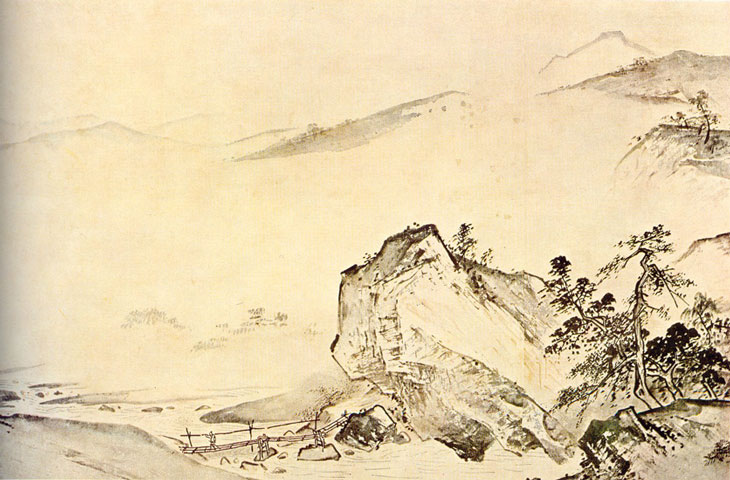
南宋畫家夏圭的山水畫《溪山清遠圖》

宋、元、明、清時期，透過科舉孕育而成的士大夫階級，是一個同時擁有政治權力、經濟優勢、學術文化素養的新興族群。優勢條件的結合促使這個時代成為中國有史以來最為普遍發達的時代。宋、元、明、清時期的文藝要求去捕捉、表達和創造出難以形容的情感、意趣、心緒和韻味。
宋、元、明、清時期的文學成就，大略劃分為兩個時期。元以後的文學成就大多在於庶民文學，宋代則為士人文學成就顯著的時期。宋代文學的特色是雅好議論。受社會風氣的影響，宋代也成為中國論說文（散文）成就最高的時代。中國的山水畫，是繼先秦的青銅器與魏晉隋唐雕塑之後，為宋代以降最顯著的藝術成就。宋、元時期，中國繪畫藝術的最高峰並以文人的山水畫為代表。山水畫的興起，源自唐宋提倡科舉，大批出身鄉野的士大夫，集中到都邑城市。田園、山居就成為其鄉愁式感情的嚮往，因而促成山水畫的發展。繪畫作品附寫題語，大致始於五代，南宋以降，文人畫已普遍加上詩文題跋，形成了詩、書、畫密切結合的風尚。文人畫中的文學修養、書法造詣與繪畫意境的結合，乃用以追求文人本身品德的再現，藉以反映文人個人精神世界的意境、品格。
宋、元、明、清時期，雖然書法成就不如前代，但其個性得到了充分的展現。清中葉時期，因金石考古與碑學大興，書法注入了新的生命力，因此，清季的書法，在中國書法史上乃為一次中興。清嘉慶、道光以後，由於考古學的發展，再加上金石碑版的大量出土，許多書法家將興趣由法帖轉移至碑刻上。元代末年，文人自印的風氣開始形成，明清時期形成文人自印的高峰，印章轉科成為了獨立的藝術領域，進而形成了詩、書、畫、印為一體的文人繪畫新風格。清代以後，篆刻藝術得到了更大的發展，更成為傳統藝術最後的據點。

### 理學、心学、科學與實學

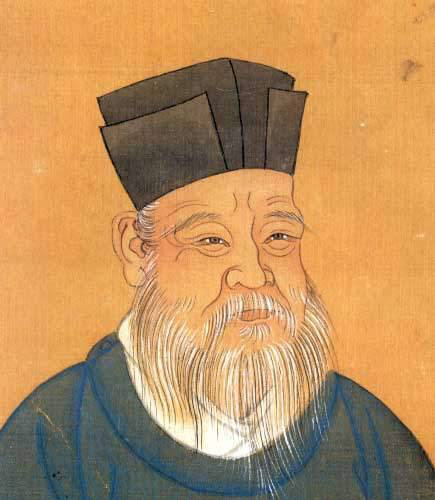
朱熹

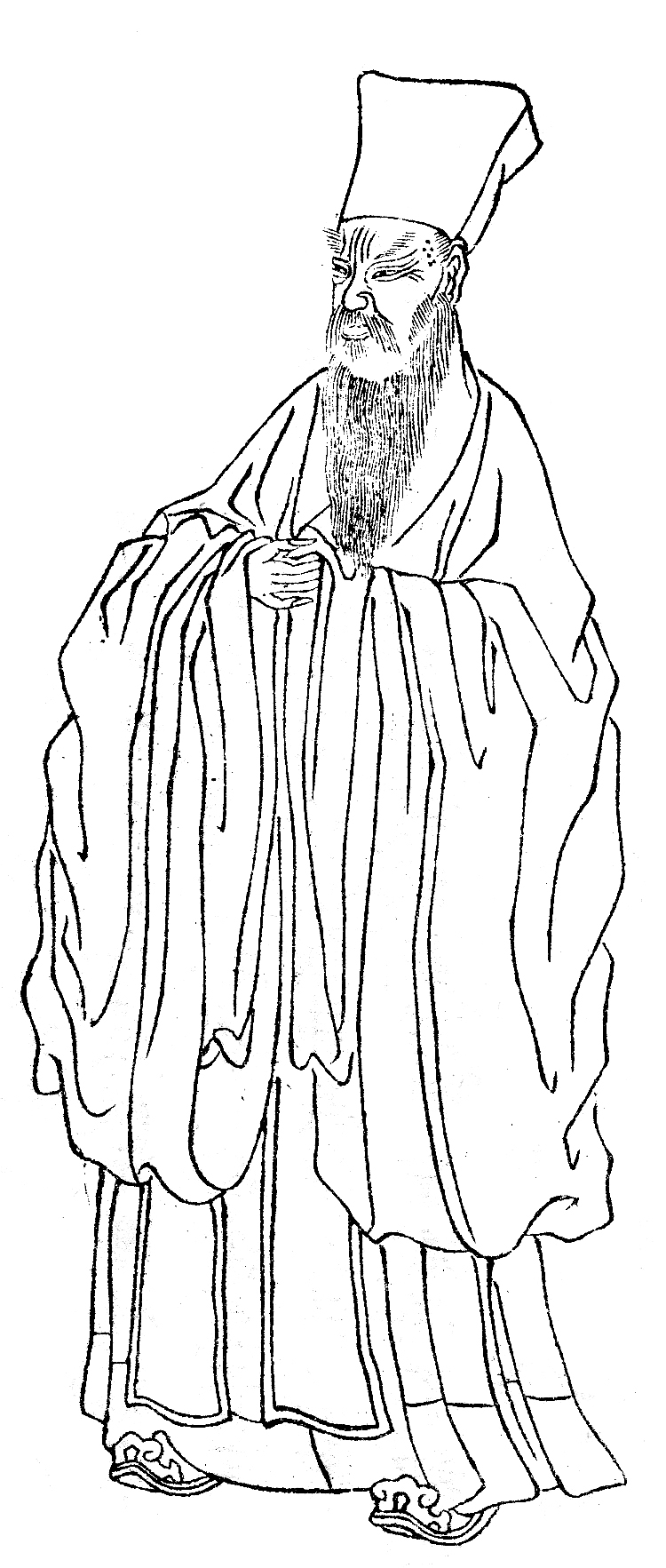
王阳明

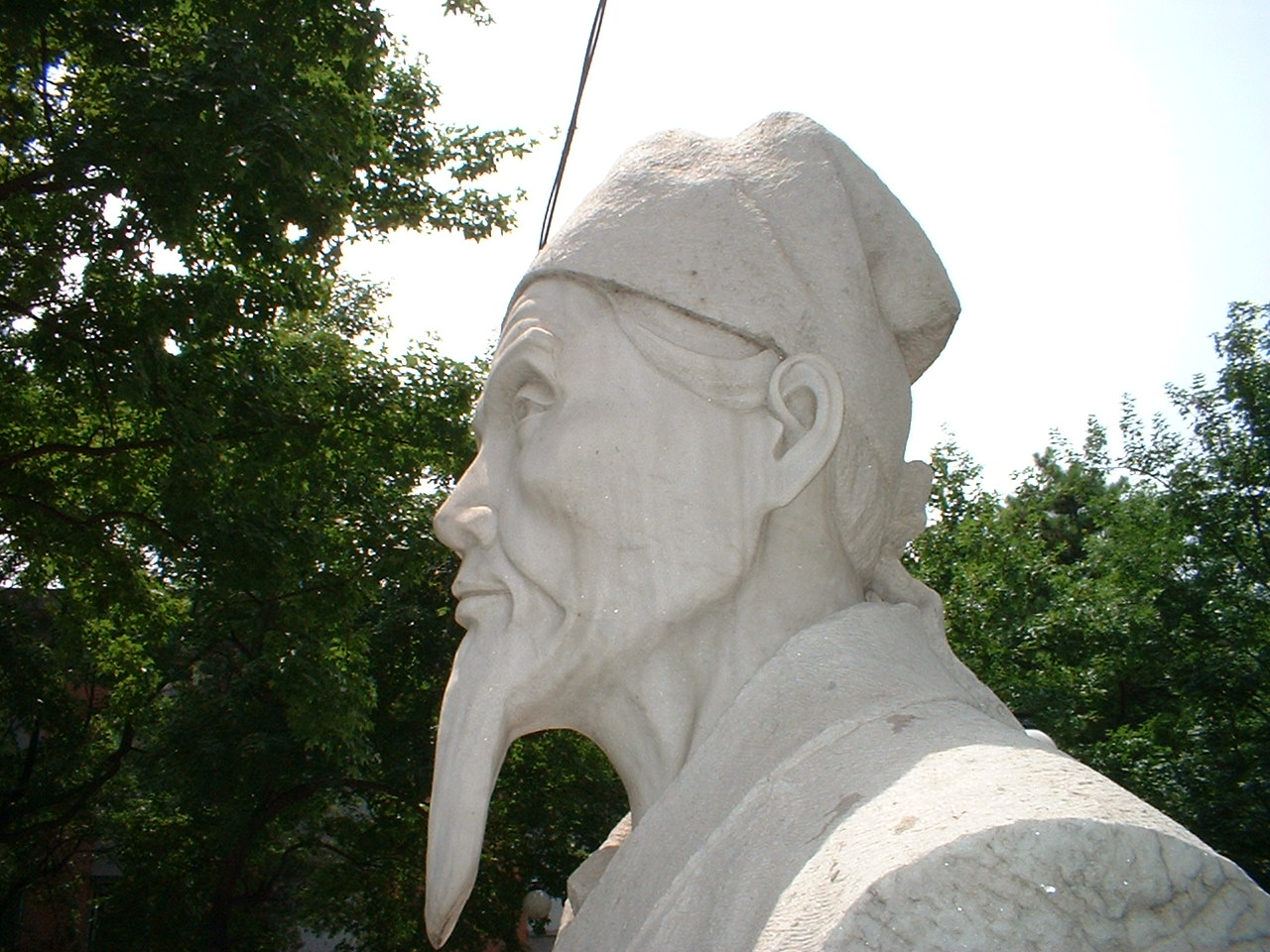
明代醫學家李時珍，著有《本草綱目》

宋朝理學的形成是傳統儒學的一次復興。儒家思想形成於先秦，盛行於兩漢，然又中衰於魏晉隋唐時期，後復興於宋、元、明、清。宋代對儒學的復興並不是如兩漢時期的經學，而是轉向於對經典的思想內涵的探討與解析。南宋大儒朱熹將《大學》、《中庸》、《論語》、《孟子》四部經典加以注解，成為《四書集注》，並取代了五經的地位。傳統儒學經過理學家對先秦儒學宗師言行的崇奉與詮釋，加上官方的全面肯定與提倡，儒家在宋以降成了宗教性的「儒教」。各省各縣都建孔廟對孔子加以供奉。儒學之盛由此可見。
北宋中葉，融合儒、釋、道為一體，並以儒家學術為核心的理學形成。在宋之前的儒學雖在倫理與國家學說相當成熟完善，但在世界觀和方法論方面却較薄弱。宋以後，理學將道德的自覺提升到對「聖」的嚮往與實踐，因而發揚光大了先秦儒學最核心的道德學說。理學將道德落實在大學八目之上，即格物、致知、誠意、正心、修身、齊家、治國、平天下。在宇宙理論方面，理學建立了「與天地萬物合一」的形上人生境界，以宇宙自然運行的天理強化人倫之理的正當性，並以天理的正當性，克制個體對自我功利與感性快樂的追求。理學把人生的境界建立在個體的自覺上，以講求個體的修養達到聖人的境界。由於理學細密地分析、實踐地講求「立志」、「修身」，以求最終達到「內聖外王」、「治國平天下」，把道德自律，意志結構，把人的社會責任感、歷史使命感和人優於自然等方面，提揚到本體論的高度，樹立了人的倫理學主體性的莊嚴偉大。
理學的發展可分為三個階段，其萌芽於北宋中期，代表人物為周敦頤、張載、程顥、程頤；成熟于南宋早期，代表人物為朱熹和陸九淵；轉型於明代中期，其代表為王陽明。理學的理論發展，可謂由「氣」到「理」，從「理」到「心」，由「心」到「欲」；由強調區分「天理」到「人欲」，到「理在欲中」、「欲即理」終；理學理論终走入無法突破的終極，因此理學在經由轉型之後也完成了其生命歷程，被心学所取代。自宋代以下，理學都帶有一種嚴正的淑世主義，對理學家而言，要改良社會改良風俗，只能從禮教著手。為了普及禮教，朱熹等南宋理學家開始為一般民眾編訂簡易的《家禮》與《鄉約》，做為常人的社會生活與居家儀節。這些規範成為以後數百年間中國人的生活準則。此外朱熹和其他理學家還編寫了一些蒙學教材，如小學、百家姓、三字經等。除了圖書外，朱熹創始以書院作為理學的修習場所與宣講之重要場所。明中葉以後，各地出現大量的「講會」，透過宣講，理學的道德教化普及於文盲階層。另外，透過娛樂、說書、戲曲等等手段，理學的教化更深入人心。
理學在中國盛行的七百年內，其所呈現的不僅是一種思想，也是一種社會規範，更重要的是其帶動了中國社會迫切需要的社會救助工作。救助的主要方式包括由講學之人自行辦理社會救助；在士人影響下，帶動官方辦理社會救助；透過理學薰陶，商人階級出資辦理社會救助。救助內容除了辦書院、訂鄉約以激勵品德外，還普遍辦理義莊，以救貧恤孤，資助教育；辦社倉，以備荒歉；辦保甲，以補地方之武裝而保民。這種由士人自發的救助工作，成為自南宋以降中國社會安定的重大因素。在宋代之前，官方的社會救助活動多屬臨時性質；宋代開始，各州縣普遍設立各種社會救助的永久性機構。由於商人財力雄厚，明清時期，商人階級普遍組織行善團體參加社會救助工作，對各地方的貢獻尤其顯著。然而，理學提倡禁慾主義，使宋人成為嚴肅，宋文化轉入「老僧」性格，沉靜而內向。明代以後，程朱理學被奉為不可侵犯的正統哲學，中國文化更顯現出典型的沉暮品格。
宋元時代是中國科技發展最快的時代，科技蓬勃發展的主因一是受社會經濟繁榮的影響，二是由於理學勃興，養成人們理性探求各種知識的習慣，因而厚植科技發展的基礎。對規律探求的重視成為宋人的特色，無論對哲學、政治、詩歌、藝術以及自然事物都如此。宋朝兼重「儒術」與「商業」，鼓勵工商為官方一貫的政策，因此對於科學技術的發明創造常予獎勵。中國四大發明中，指南針、火藥、活字印刷術三大發明都出現（或大規模使用）於北宋。在天文曆算上，科學家郭守敬，發明出十多種天文儀器，並據以修訂曆法，他所制定「授時曆」是古代最精密的一部曆法。醫學方面，中醫分科由唐代的四科到宋代的九科再發展到元代的十三科。宋慈所著的《洗冤錄》是世界上最早法醫專著。在紡織業上，元黃道婆由崖州（今海南島）引進黎族的棉紡織技術再加以改良，提高舊的的棉紡織效率與產量，棉布從此成為漢人最主要的衣著布料。
晚明實學思潮造成這個時期學術文化的生機蓬勃，而且以強大的生命力延續到清初。更發展出博學派、經史派等流派，其多重視實用及自然科學的研究。晚明時期，數學、物理學、天文學、地理學、植物學、醫學、聲律學等諸多學科以及機械、冶金、農業、水利、等技術分枝都展開了大規模的科學總結和新的開創。清代中葉之後，由於經濟的繁榮及文字獄的壓迫，考據學大興。在文獻學方面，有集全國之力完成的《古今圖書集成》和《四庫全書》，也有各個地方印行的小型地方誌。中國現存地方誌高達八千多種，其中明代有一千多種，清代有五千五百種。在十八世紀中葉到十九世紀中葉，對中國古籍進行了前所未有的總結，留給後世寶貴的遺產。

## 西學東漸與自強维新變法
西方的政治勢力以及西方文化與中國的大規模接觸，其時間肇始於十六世紀初的明朝中葉。在大航海時代之後，天主教便開始開拓新的教區，不少新航路陸續被發現，大量天主教士隨之來到東方地區。明朝末年，「耶穌會」傳教士抵華，吸收信徒達十萬人之眾。新教對華展開傳教工作，则是二、三百年後的事，並且在初期一直沒有吸引太多華人信徒。西洋科學知識從十六世紀末到十八世紀初，明萬曆至清康熙一百多年間傳入中國，開啟西學輸入的先河，並引发此後中國人對西方學術的研究風尚。而其中把西方科學文化散佈到中國的傳教士中最傑出的為利瑪竇。傳教士將武器構造、曆法、天文、數學、物理、機械、醫學、世界地理等新知傳入中國。而諸如西洋製鐘錶、眼鏡、望遠鏡，其他儀器的技術，也由宮廷傳至民間。明末清初的學者出現了中國歷史上第一次學習西洋文化的風氣，湧現了、徐光啓、李之藻、李天经、孙元化、方以智等一批學習西學的先驅。這也是中國除佛教文明之外，再一次觸及外來文明之「思想」的初步契機。遺憾的是，康熙後期發生羅馬教廷與满清朝廷對宗教儀節認知不同的「儀禮之爭」，導致接續的雍正、乾隆、嘉慶朝厲行禁教。結果導致明末開始與西方的科學文化交流中斷。也正是這個時期，西方进入工业革命，科技突飛猛進，清政府卻對這些新的科技手段茫然無知，特别是對此時興起的民權思想未有接觸，中西文化出現一大隔阂。
鴉片戰爭是中國與西洋關係的轉捩點。鴉片戰爭之後，中國開放五口通商，西洋文化再度大量湧入中國。自鴉片戰爭後至滿清滅亡前夕六十年間，中國對外貿易口岸增至五十餘處，西洋國家的在華勢力隨之增長。列強在中國重要通商口岸設有「租界」，為各國商店、銀行、工廠的集中地。租界有獨立的司法人员、員警和行政、立法之權。租界地人民不受清政府管轄、不需向清政府納稅。另一方面，租界是西洋學術、思想在華傳播和孕育的重要地點，各地的租界無不是新聞傳播與圖書翻譯的重要據點。而商業的貿易口岸及租界；天主教、基督教（新教）的活動成為清末西學輸入中國的兩大媒介。傳教士的湧入，一方面其開設教會學校及醫院等場所，但也產生了所謂的「吃教者」，產生了激烈的民教衝突。其原因是由於天主教傳教士享有治外法權，具有特殊身分，不受清政府管制，教士因此往往行為越軌，並庇护中國教徒，於是不肖之徒爭相入教，教民依勢欺人，時有糾紛。然而清末天主教對西學的傳播推廣也是無庸質疑的。以報刊而言，從天主教重獲在華傳教權利的一八六〇年起，三十年內，僅耶穌會所主辦的報刊即達七十餘種。新教宣教士自一八五三年起，各教派紛紛在各地口岸設立教堂、學校、醫院，印行書報，曾經的中國第一大報《申報》即為其所創。而齊魯大學、聖約翰大學、燕京大學、之江大學等大学及其前身，皆由教會所創辦。十九世紀末，教會學校總數已達二千餘所，在校生達四萬名學生已上，至民國初年，教會學校更增到六千所，在校學生達三十萬名。 

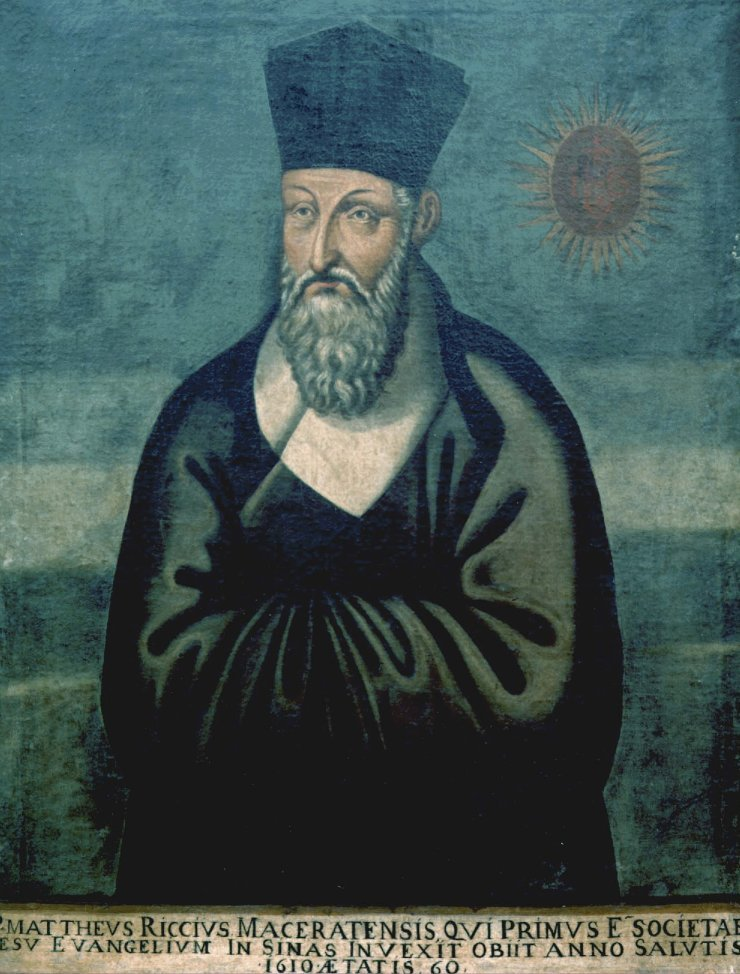
利瑪竇

然而，即使天主教和新教對中國的教育、醫療和慈善工作作出很多貢獻，中國人依然對這些「洋教」非常抗拒。除了是因為少數天主教傳教士的惡行之外，最主要的原因，是因為當時入侵中國的西方帝國主義者為中國人對西方帶來了不好的印象，自然對西方的宗教有所抗拒。當時的中國人流行一句說話：「釋迦牟尼是騎著白象進入中國的，耶穌基督卻是騎著洋炮進入中國的」反映了當時的中國人對天主教和新教的抗拒。另外一個原因，是因為基督宗教不能融入中國這種異教文化當中。這是因為，基督宗教與佛教不同，本身對於真理和正統的信仰非常執著，無法如同佛教一般，能夠藉著修改本身的信仰而迎合中國人傳統的儒家思想；加上天主教和新教提倡的「天堂」、「地獄」這些比較抽象觀念，對於比較重視現實的中國人來說，是難以理解和明白的。
鴉片戰爭後中國數千年來民族的自信與驕傲蕩然無存，在時代大變遷的背景之下，陸續有學者提出因應時代變遷的主張，諸如魏源所著的《海國圖志》即為一例證。該書集中了西洋各國的地理及政治情勢，可謂開先河。第二次鸦片战争后後，越來越多的學者外患意識抬頭，借此提升到對內政的關注，他們普遍檢討漕運、鹽法、河工、農事等政策，並提倡「應先通西洋之情」和「師夷長技」。從19世紀60年代到90年代的35年間前後，清朝上層掀起興辦洋務的熱潮，這是中國官方有史以來第一次有計劃的移植外來文明。相對于魏晉時期佛教的流入多为「心靈哲學」，洋務運動更注重「物質科學」。一八六一年，清廷成立「總理各國事務衙門」，成為中國認同國交平等的外交機構。滿清官方推展以「江南製造局」與「京師同文館」為重鎮的譯書工作，前後成書二百種。內容早期包括数學、工藝、物理、地質、天文、地理、軍事、化學，后期翻譯範圍擴及醫藥、農業、財经、外交、法律、歷史。洋務運動的推展使得中國對西學內涵關注的重點，由偏重軍事逐漸轉為注意工商實業發展；也導致中國對西學人才培育的方法，由藉重洋人逐漸轉為逕派學生赴西洋求學。但由於洋務運動以「強兵政策」為主旨，且多為官方推動，甲午戰爭後逐漸陷入停擺。
新一波的自強運動變為變法運動。變法運動的發展大致可分為三個時期：自鴉片戰爭前後至甲午戰爭前約六十年是變法思想的孕育期；自甲午戰爭至日俄戰爭間的十年是變法運動的萌芽期；自日俄戰爭至民初的洪憲帝制結束是變法運動的茁壯期。變法思想在甲午戰爭後，成為知識份子普遍的共識。在其後的三年間，全國自發組織的學會、報館、學堂紛起，衝破了清廷兩百五十年來嚴禁士人集會結社、議論政治的傳統法令。在變法運動的茁壮期，其主要推動者是康有為和梁啟超二人，其主張實行君主立憲制，但新法僅實施百日便告失敗。滿清的壓迫迫使體制外的革命運動開始發展，而日俄戰爭中日本的勝利更打破了「白種人不可戰勝的神話」，更激發革命人士推翻帝制的決心。1905年中國廢除科舉制度。同年孫文在東京成立「中國革命同盟會」。1911年武昌起义，革命人士更推翻滿清建立亞洲第一個民主共和國—中华民国，1916年袁世凱洪憲帝制瓦解，更宣告帝制的告終。

### 新文化思潮的盛行與傳統文化之爭
清末民初成為中國歷史上最激蕩的時期之一，由於保守勢力的阻礙，習慣文化的制約，誕生於西方的近代科學和社會文明當時較難在中國被接受、發展。為因應西洋文明的挑戰，中國前後出現推出三股風潮，其一是洋務運動；其二是變法運動；其三是新文化運動。
早在鴉片戰爭剛結束之時，就有學者提倡引入西洋文明要從思想制度上著手，但洋務運動時期，舉國關心的是富國強兵之策；在變法運動，政治議題是先進知識群興奮的焦點；到了新文化運動時期先進知識者的焦點不再集中在政治上轉而集中在思想觀念上。由於時代的不同，各個時期的理論基礎也不盡相同。清末洋務派的理論基礎是「中體西用論」；而民初新文化運動時期的理論是「全盤西化論」。以全盤西化論為代表，對西方的盲目推崇已經達到瘋狂的程度，杜威、羅素等人成為當時許多青年的思想偶像。在五四新文化運動時期呈現兩大特質，一是透過西洋文明的角度，對中國傳統文化進行再認識與批判；二是全力引進並宣揚西方文化，替代中國傳統文化。晚清以來的中華民族開始只認識到自己技術、工藝方面的落後；以後又認識到政治制度方面的落後；最後，感受到思想觀念的落後。這一時期的許多知識份子認為，儒家倫理除了對個體的道德成就表示嘉許外，極不強調個性的價值，中國的大家族制度又尤其重視「尊敬和秩序」。民初1911年前後，批判傳統文化之風，實質上是對統治中國幾千年的意識型態、思想體系、文化傳統的大否定。在民國成立前的十餘年間，以倡言改革、批叛社會為宗旨的「譴責小說」即盛極一時，在各種報刊所發表的達千種以上。而新文化時期文學家又著重于進行「家庭革命」和重視個體的差異。而風行的白話文學宣传近代思想，使反抗旧名教綱常的行為取得完全的合理化，不再為社會所不齒，反抗者所得到的同情远比譴責為多。

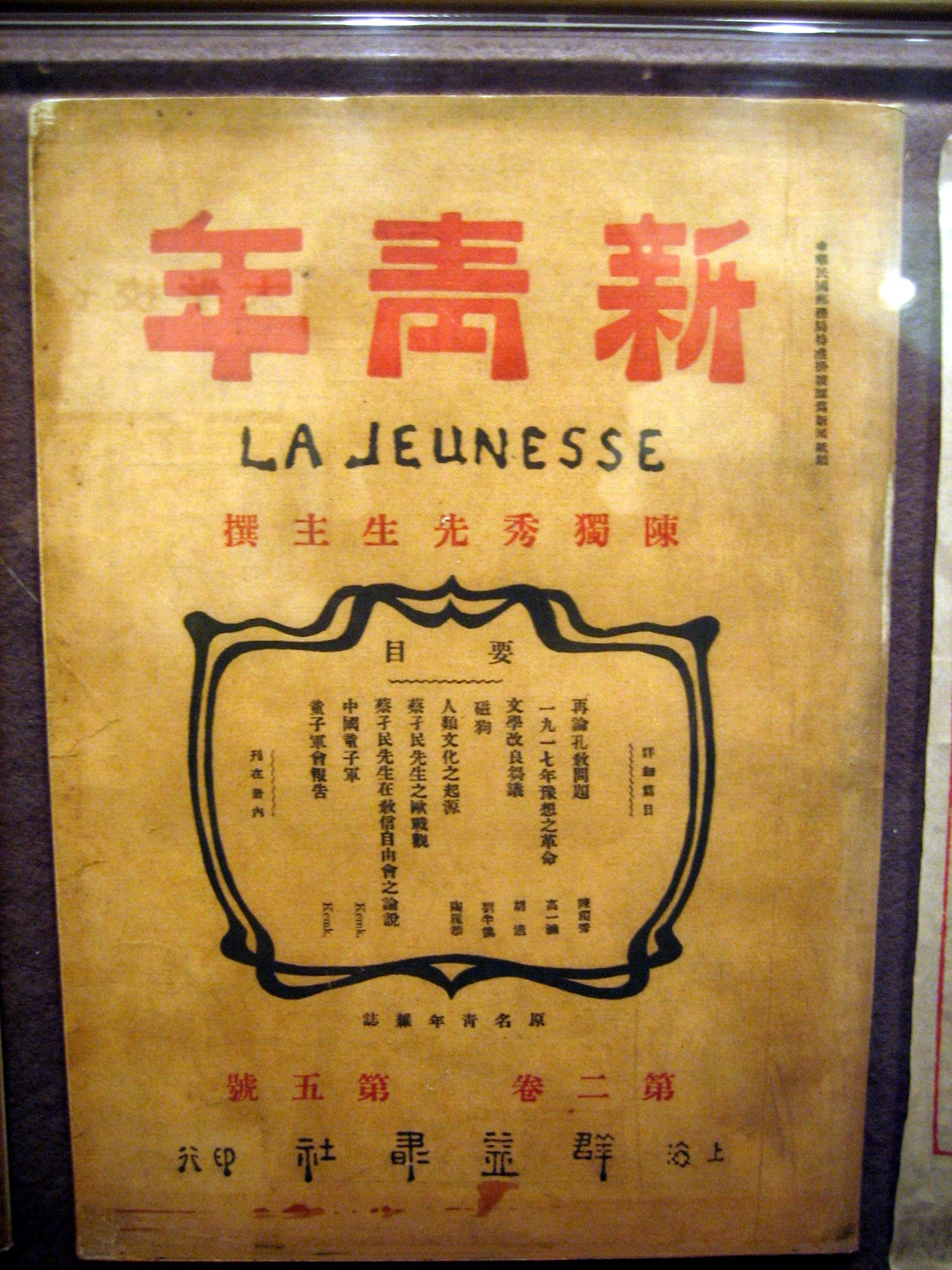
一本《新青年》雜誌

一般所謂的“新文化運動”（即在政治上被共產黨和國民黨推重的五四新文化運動概念）以北京大學為中心。新文化運動蓬勃發展是在袁世凱洪憲帝制結束，中國徹底告別君主制度後，但火種實際上在清末已經形成。清末时，梁启超、嚴複等人透過翻譯方式，將西洋最新的學術思想介紹到中國。其中，達爾文進化論的引入产生了重要影响，嚴複翻譯達爾文名著《天演論》，宣揚物競天擇，適者生存，不顧道德的強國消滅弱國的「適者生存」法則在此理論中成為“天理”。西方近代思想流派如實用主義、共產主義、國家主義等的產生都受到了進化論的影響，進化論思想也影響了近代直至二戰以前的國際政治氣候。民國以後，許多學人也紛紛致力推動西洋文化來帶動民間的風氣。這其中即包括文體革命與文學革命（即提倡白話文）。他们將西方文化的精髓概括于「民主」（德先生）和「科學」（赛先生），並將其作為倡導新文化運動的旗幟與標杆。報刊成為新文化運動的重要陣地，在五四運動之前，鼓吹新文化運動的報刊僅有1916年創刊的《新青年》雜誌一種，在其後數年間成長到數百種。在新文化運動中，陳獨秀提倡共產主義，魯迅提倡新文學（白話文學），胡適提倡白話文學和實用主義，他们均為一般所謂“新文化運動”的代表人物。
在同一時期，以南京大學（南京高師與東南大學）為中心，劉伯明、柳詒、吳宓、梅光迪、胡先驌等人為代表的學衡派，昌明國粹，融化新知，擔當起了儒學復興運動和維護中華文化的中流砥柱的重責，不僅對民國官方在傳統文化上的態度產生影響，而且數十年後的人們愈加認識到他們的價值，並成為改革開放以後大陸復興傳統文化的思想源泉。1922年1月開始刊行的《學衡》雜誌為其代表刊物。學衡派對自由、平等、共和、民主、科學和人文道德的現代觀念進行了詮釋。學衡派以現代社會的眼光對儒家學說進行的梳理和詮釋，成為現代新儒家的學術源頭。他們也對各種文化思想進行学术性的評論，在批判近世中外思想流端方面做了大量工作，但在當時並沒有能夠平息各種極端思潮的氾濫，也沒有能夠阻止文言文文學的衰落。將西洋經典文化特別是古希臘文化引入中國，是學衡派的一大成就，同時也大力引介西方新人文主義，構成民國早年新文化思潮百家爭鳴的一部分。
在這個近代百家爭鳴時代，各種思想流派盛極一時，如以章士釗為代表的維護文言文文學的“甲寅派”，以張君勱為代表的“玄學派”，以丁文江為代表的“科學派”，以李石曾、吳稚暉等人為代表的“無政府主義派”，以曾琦、李璜、陳啓天、左舜生、余家菊等人為代表的“國家主義派”等等。民國早期也成為繼先秦和魏晉時期中國思想最活潑的時期。思想活動不再僅限於知識菁英階層，而知識菁英通過眾多開民智的新措施，諸如報刊、閱報社、講報處、拼音識字班、半日學堂、新式演說、改良戲曲等來進行以庶民為對象的啟蒙運動。
新文化运动后期，奉系军阀入京对言论钳制甚严，大量北大教授出走到南方的廈門、广州等地。其中更以上海为中心，因此新文化运动的后期活动中心也转移到上海，上海也成爲共產黨的誕生地。國民黨染指學界，使得東大學衡派衆多學人先後轉移到北京、天津、瀋陽、杭州等地，留在南京的學人則在中央大學形成國風系，他們的文化思想成爲國難抗戰時期中央政府實行的民族歷史文化教育的主導思想。
俄國布爾什維克黨1917年十月革命建立蘇聯，不僅帶動了馬列思想在中國的風行，也帶來了政黨興起與黨治流潮，促成了共產黨的建立和國民黨的改組。孔子儒家文化強調個人的獨立，主張“君子不黨”，現代教育家郭秉文主張“學者不黨”，“學者治校”，“學校為教育和學術的神聖殿堂，应独立于党派”。這種學校超然于政黨的主張，和改組后的國民黨的政策發生了衝突。国民党人士汪精卫、吴稚晖、李石曾、楊杏佛等人借助段祺瑞北洋政府于1925年1月免去郭秉文東大校長的職務，而東大董事會則通過了否認政府免職命令的決議，由此引發了長達三年的“東大易長風潮”。
1927年國民黨執政，蔡元培主持教育，正式推行黨化教育。政黨干預乃至掌控學術教育和文化事業，這不僅改写了現代中国文化教育史，也改寫了现代中国的宪政民主史和政治运动史。1949年共產黨執政后，在大陸推行了更加全面、嚴厲的黨化教育和黨治，對中國的教育文化、政治文化以及整個文化產生了極大的影響。

### 民族危機與極權政治
十九世紀中葉至二十世紀中葉列強以軍事力量作後盾，對中國經濟的操縱與干涉日益擴大與深入，終至牽動中國社會結構的鬆動、瓦解。西洋文化的精髓已经通过新文化运动植入中国，然而这种乐观的局面却并未维持多久。新文化运动陷入衰落后，接续的危亡时局迫使中国人将关注的重心从新文化的培育转移到民族与国家的救亡。滿清建國之初將中國疆域進行前所未有的擴大；滿清末年，中國的邊陲藩屬的逐一脫離，自身領土也被鄰國所併吞，越來越小；民初以來，危機演变为「中原的分裂」；到八年抗戰期間，已經「中原淪陷」，中國失去几乎全部的海岸線，以及東南沿海的精華土地。在从鸦片战争到中共掌权的近一百多年间，中国尽管在表面上没有亡国，但实际上已经沦为列强的次殖民地。受到列強的壓迫，民族主義成為當時最風行的觀念。抵制外貨，向列強收回路權、礦權成為普遍潮流。在國家面臨危急存亡的關頭，過去的「文學革命」也變質為「革命文學」。民初中國的知識份子尋治國救國之道的見解也在此時分為兩派。一派認為中國應學習英、美，遵照自由、民主之路循序而進。另一派認為應該學習蘇俄，採行共產黨的辦法，建立遠大理想作根本解決。而最終馬列社會主義因深得生活困苦的草根階層的支持而在中國被接受。
由於英國和美國一直未得到全体中國人的支持，加之以蔣中正為首的國民政府在内战战场上连连败退，经济又陷入恶性通涨，終至1949年，中華人民共和國成立，國民政府敗走臺灣。中國雖然脫離一個世紀的動亂，但是又分裂為兩個政治實體，相互敵對攻擊，持續受到世界強權的操弄。
中共勝利後，其文藝以明確的政治目的指引創作，遵循既定概念來發展情節，以服務政治為目的的文藝政策，并強調民間形式與傳統形式，对西方藝術与文明因意识形态的对立而有所抵触。受中共統治的影響，二十世紀中葉成為繼清初之後，再一次的中西文化交流衰退期，前後時間達卅年。在文化大革命期间，中共对人民思想与文化艺术进行强力钳制。在近现代，中国主要的两大政党—国共两党都实行党化政治与文化，以培养忠诚的党员与干部。1942年起，中共进行党风整顿，要求所有党员阅读指定文献。
建国之后，中共也屡屡发起思想整肃运动，如1958年的「百花齐放」，1966年的文化大革命，乃至今日的保持党员先进性运动。反右运动的缘起是中共号召党员与知识分子对中共要勇于批评建言，其后又以各种罪名对批评者展开残酷的政治清算，一系列事件使得人民對政府和政治既敬畏而又失望，從此害怕過問政治，变得沉默不语、随声附和、口是心非，也很少關心政治。中共建國後推行徹底的社會改造運動，首先進行生產事業國有化並沒收私產；其後為追求國營事業效率化而進行大躍進；最後對人民的思想進行全面清洗，即為文化大革命。社会改造运动的手法之激烈与深度，在中国历史上都属空前。在文化大革命期間，中共为洗涤传统社會價值體系，过于激进地將社會上現存的傳統文化遺產如孔廟、寺廟、教會、文物古書、傳統信仰、風俗習慣，均施予破壞性攻擊，藉此欲缔造全新的無產階級社会价值体系，然而却取得了适得其反的效果。中國傳統文化遭到极大破坏，給後世帶來無法估量的損失。

### 中國文化的西傳
中國文化在接觸西方文化，並且受到西方文化帶來的啟蒙所影響的同一時間，中國文化也隨著西方傳教士和西方的商人帶回中國。自從新教來華宣教士馬禮遜於一八一五年獨力編成了第一本中英對照的中文字典──《華英字典》。這本字典的出現，使得中國的文字和文化得以更容易被歐洲人所認識。此外，身為醫生馬禮遜，首次將中國傳統的草藥帶回歐洲，促進了西方對中國醫學的研究。

## 多元化的開放社會
中共在文革時期為中國帶來了空前的文明浩劫，从某种程度上动摇了其政治根基，更导致中国经济民生的倒退。集權政治也因此略有开放，對歐美等資本主義國家開放門戶。中國大陸的改革開放於一九七八年十二月，其以農業、工業、國防、科技的現代化發展為中點訴求，以經濟發展為主軸心，称为四个现代化。然而經濟自由化的發展使得沿海與內陸的差距日益懸殊，貧富差距尖銳，官僚腐化嚴重，社會的走向與青年的理念背道而馳。終至1989年爆發學生的集體示威並引發暴力衝突的六四事件。六四事件從一定程度上體現出中國民眾在繼市場經濟後要求開放政治民主的訴求。但中共的開放政策其目標在於自強式的「富國強兵」，政治體制仍是不容碰觸的禁忌。在文學方面，作家脫離了百年來「文以載道」的巢穴，打破文藝為政治服務的規定，作品不再糾纏於現實的政治問題和道德批判；開始強調作者自身創造性。人的價值、人的尊嚴、人性復歸、人道主義成為新時代的訴求重心。文革結束後的文學的主要作家有兩代，一是文革時期的經歷者，二是後文革時期的青年。前一類作家先後推出與文革經歷相關的「傷痕」與「啟蒙」文學。後一類作家後續推出與西洋同步的「後現代」文學。天安門事件的流血鎮壓，使1990年代的文藝由社會運動嘗試折回到「純文學」活動領域。

## 後人評價
中國歷史學者周非認為「中國文化」包含「中國傳統文化」及近代受西方影響所產生的「中國現代文化」，因此反對錢穆、柏楊等論者逕自將「中國文化」與「中國傳統文化」劃上等號，予以單獨評價或與西方文化相較。他主張要把秦漢以後逐漸受到扭曲、湮沒、毀棄的中國傳統文化因素，發掘出來或是還原其本來面目，尤其是上古到秦統一六國這段期間諸子百家的思想學說，以及各種科學知識與技術；之後對中國傳統文化進行去蕪存菁的工作，同時嫁接西方文化優質的東西，如此才能真正復興中國文化。
對於「中國文化、中國國力為什麼會趨於沒落」諸如此類的問題，周非認為有一個非常關鍵的因素，那就是「宋代以後的統治者選擇了一系列逆時代潮流的大政方針所致」。在周非的眼裡，宋朝是中西文化(明)實力消長的分水嶺，當時出現的一系列違逆時代潮流的政治措施，往後的朝代不僅沒有改正，而且還變本加厲；那一系列違逆時代潮流的大政方針，包含：大敵當前的「崇文抑武」、工商興盛時的「重農輕商」、變法改革下的「國有制」、儒學復興下的「理學」、文官制度的「帝王集權」、科舉制度中的「只讀聖賢書」、海洋時代的「閉關鎖國」等，最終讓中國淪為西方列強與日本蹂躪的對象。